# Littérature néerlandaise du XIXe siècle
 (juin 2015).
- Si vous ne connaissez pas le sujet, laissez ce bandeau (vous pouvez alors contacter les auteurs).
- Si vous supprimez le contenu mis en cause (vous pouvez préalablement contacter les auteurs),

argumentez précisément cette suppression dans la page de discussion
(un manque de référence n'est pas un argument ; une recherche réelle de référence doit avoir été effectuée, être formellement documentée).

La littérature néerlandaise du XIXe siècle est la littérature de langue néerlandaise produite au XIXe siècle.  Cette limite initiale, dans le temps, sera toutefois dépassée dans l'intérêt de la cohérence de l'article, dans l'introduction du sujet et lorsque seront traités des auteurs ayant leurs racines esthétiques au XIXe siècle et une partie de leur production littéraire au XXe siècle.

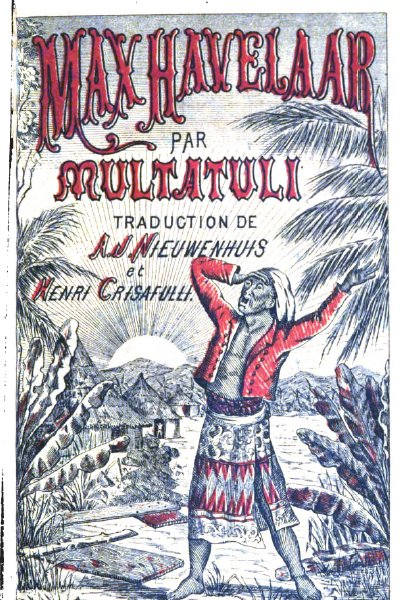
Illustration de couverture de la traduction française du roman de Multatuli Max Havelaar, paru chez Dentu à Paris en 1876.

## Le romantisme

### Le tout début

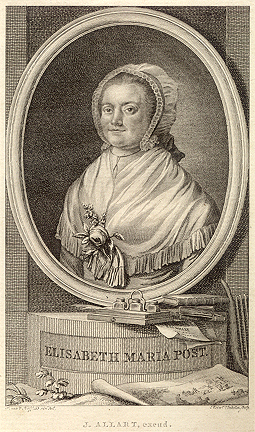
Portrait d'Elisabeth Maria Post gravé par Vinkeles sur la base d'un dessin de Van 't Hoff.

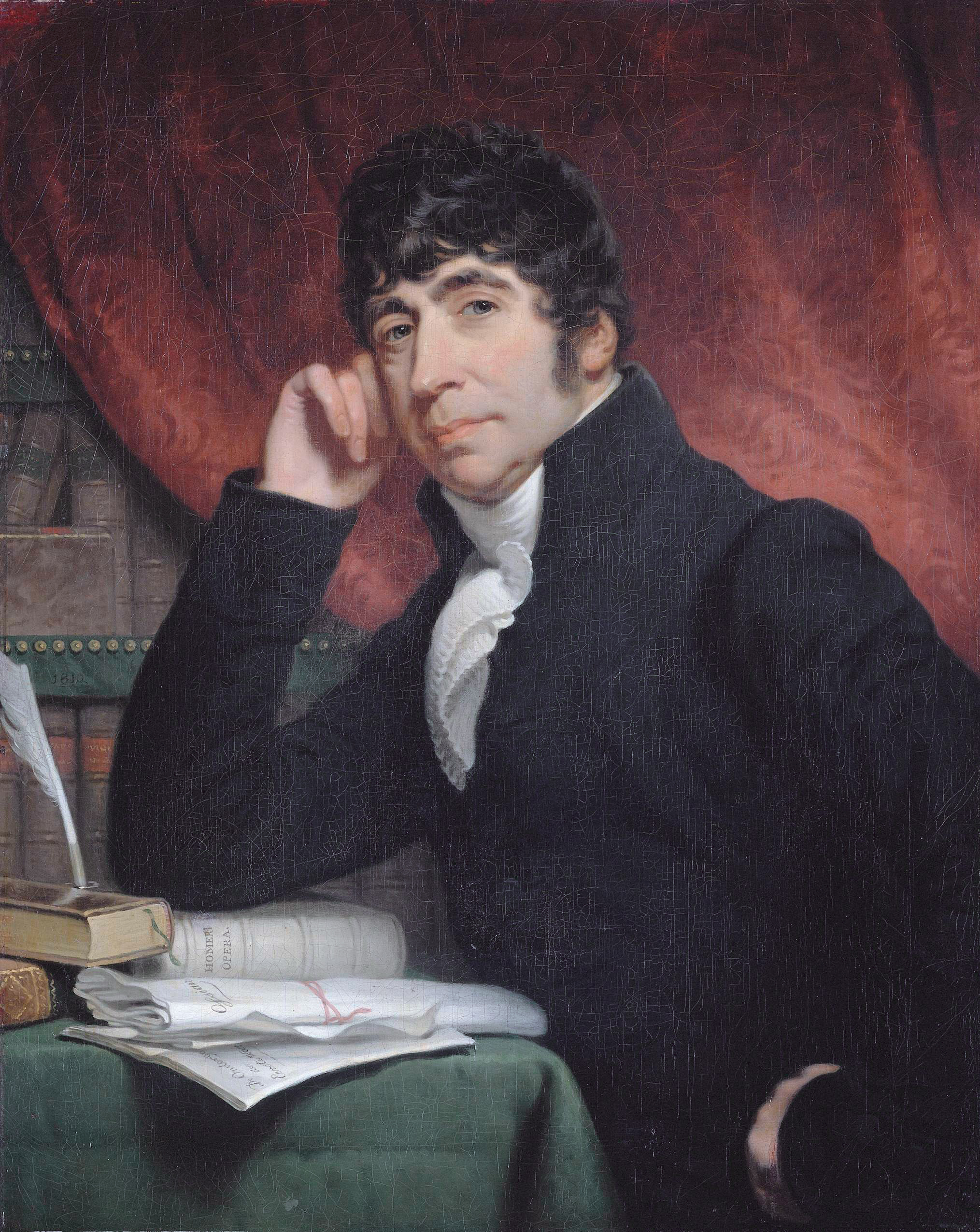
Willem Bilderdijk, peint par Hodges en 1810.

Le romantisme aux Pays-Bas commence vers 1766 par la publication des essais de Rijklof Michaël van Goens (1748-1810), qui suggère que l'art doit être déterminé par l'originalité et la spontanéité.  Le préromantisme, une réaction contre la rigueur du classicisme, commence vers 1750, mais n'occupe le devant de la scène qu'à partir de 1775.  Il est caractérisé par deux tendances opposées : le sentimentalisme et le pragmatisme.  Parmi les romantiques sentimentaux qui marquent l'époque, on compte Rhijnvis Feith (1753-1824) et Elisabeth Maria Post (1755-1812) ; une prise de position beaucoup plus critique caractérise les travaux de Jacobus Bellamy (1757-1786), Hieronymus van Alphen (1746-1803), Johannes Kinker (1764-1845), Rijklof Michaël van Goens et François Hemsterhuis (1721-1790) ; des « romantiques » éclairés sont, entre autres, Elisabeth Wolff-Bekker (1738-1804) et Aagje Deken (1741-1804).  Willem Bilderdijk (1756-1831) exerce surtout après 1805 une grande influence sur l'évolution du romantisme.  Vers 1795, la critique du sentimentalisme, devenu un culte excessif de la sensibilité, devient plus forte et, au tournant du siècle, une certaine rigidité s'instaure, dont la poésie domestique de Hendrik Tollens (1780-1856), le drame bourgeois d'Abraham Louis Barbaz (1770-1833) et une forme de littérature de résistance chez Cornelis Loots (1764-1834), Adriaan Loosjes (1761-1818) et Jan Frederik Helmers (1767-1813) sont les symptômes.  

### À partir de 1815

#### En Flandre: du romantisme au réalisme pondéré

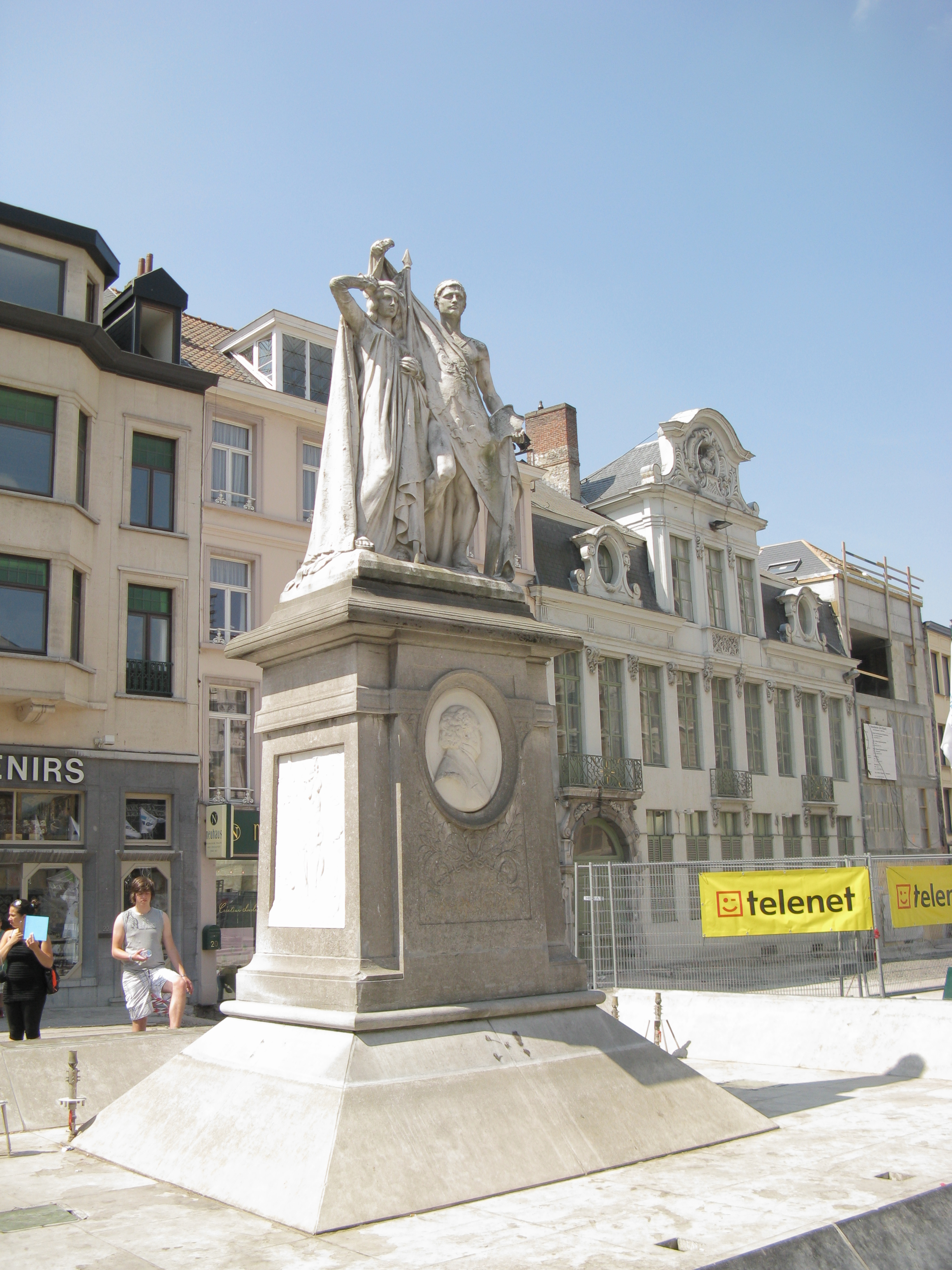
Statue de De Rudder et piédestal de Hankar, dévoilés sur la place Saint-Bavon en 1899 et dédiés à la mémoire de Jan Frans Willems.

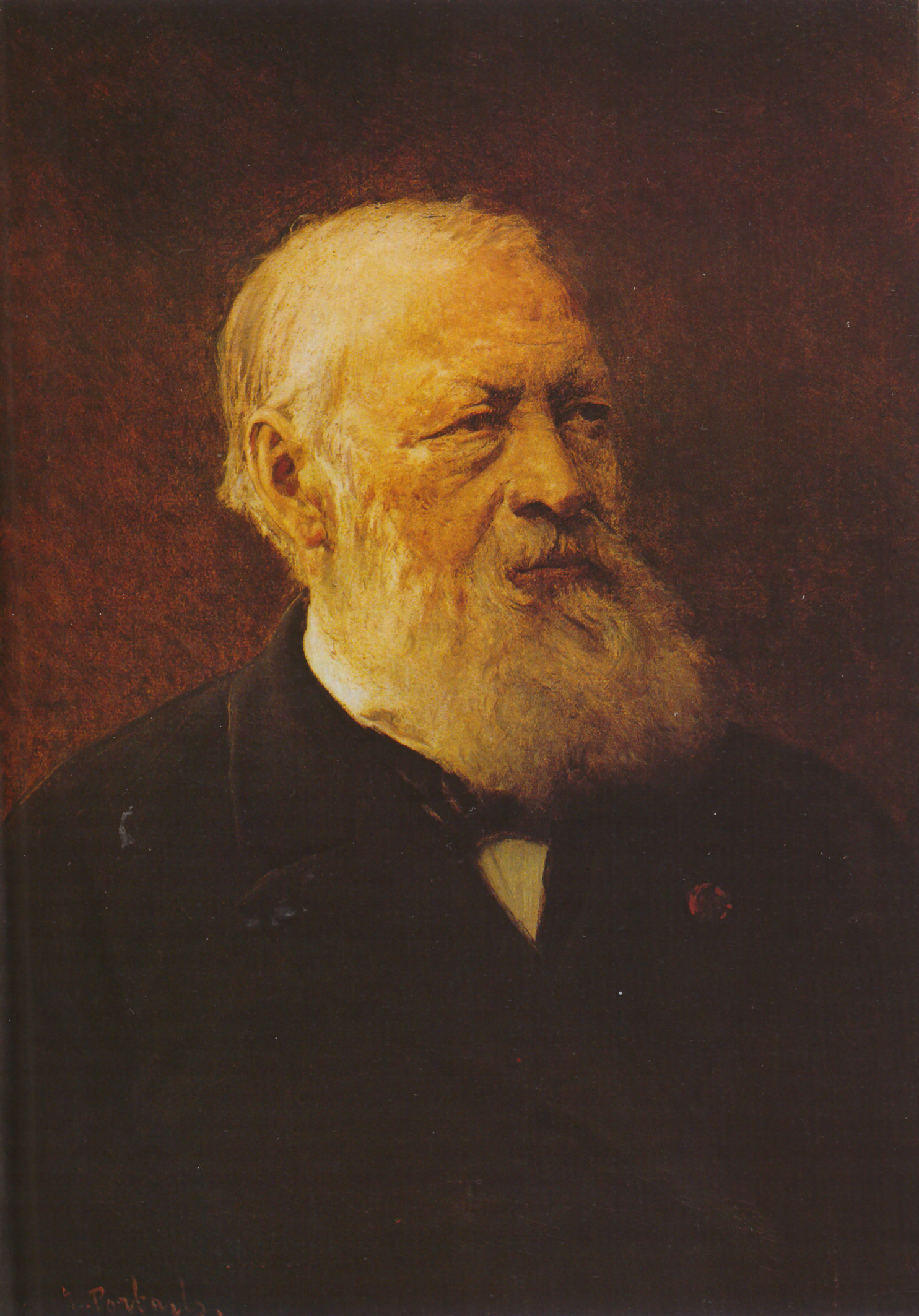
Hendrik Conscience (1812-1883), peint vers 1870 par Portaels.

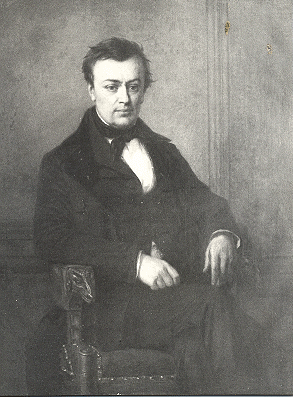
Prudens van Duyse (1804-1859), peint par Canneel.

En Flandre est né, entre 1815 et 1830, un amour typiquement romantique de la patrie, dont fait preuve Jan Frans Willems (1793-1846) dans Aen de Belgen (Aux Belges, de 1818). La prise de conscience littéraire en Flandre se prolonge après la révolution belge, mais les écrivains continuent à mettre leurs dons entièrement au service de la cause nationale, raison pour laquelle ils ne produisent à peine des œuvres de valeur littéraire, peut-être à l'exception de Prudens van Duyse (1804-1859) et de Karel Lodewijk Ledeganck (1805-1847). 
Après 1830, deux centres connaissent une vie littéraire florissante : Gand et Anvers. À Gand, on trouve Jan Frans Willems comme chef de file d'un groupe de philologues et les poètes Ledeganck et Van Duyse. Gand est alors un centre animé de formation populaire et d'enseignement de la langue néerlandaise. Le groupe d'Anvers connaît une plus grande diversité et la capacité créative de ses membres est plus richement développée. Les principaux auteurs sont Jan Theodoor van Rijswijck (1811-1849), Jan Jacob Alfried de Laet (1815-1891) et Hendrik Conscience (1812-1883), dont l'œuvre la plus connue est De leeuw van Vlaanderen (Le Lion des Flandres, de 1838).  Au cercle De Olijftak et à l'auberge à l'enseigne du Petit Cheval blanc (Het Zwart Peerdeken) se rencontrent des flamingants, des peintres et des poètes moins érudits qu'à Gand, mais plus ardent dans leur militantisme.
Après le premier essor de la littérature flamande en Belgique, d'autres personnalités cherchent de nouveaux débouchés :  Domien Sleeckx (1818-1901) et Jan van Beers (1821-1888) perçoivent leur environnement d'une façon plus réaliste ; Johan Michiel Dautzenberg (1808-1869) et Jan van Droogenbroeck (1835-1902) veulent renouveler la poésie en pratiquant des formes de poésie aussi nouvelles qu'étranges et artificielles ; Anton Bergmann (1835-1874) et Virginie Loveling (1836-1923) pratiquent déjà une prose plus moderne.
Vers 1840 arrive une nouvelle génération romantique, fortement influencée par le romantisme français (Jan Jacob Alfried de Laet, Jan Theodoor van Rijswijck).  À cette époque, des écrivains comme Hendrik Conscience, Eugeen Zetternam (1826-1855) et Pieter Frans van Kerckhoven (1818-1857) occupent le devant de la scène.  La prose atteint des sommets dans les œuvres d'Anton Bergmann, tandis que le réalisme est prédominant dans la poésie lyrique de Jan van Beers, des sœurs Virginie  (1836-1923) et Rosalie Loveling (1834-1875), de Frans de Cort (1834-1878) et de Johan Michiel Dautzenberg.

#### Aux Pays-Bas
La période 1825-1830 commence par le traité de David Jacob van Lennep (1774-1853) sur l'importance du pays natal pour le développement du sentiment et de l'imagination (1826).  Un art romantique objectif avec de fortes tendances progressistes et rationalistes émerge, entre autres chez Jacob Geel  (1789-1862), et suscite l'intérêt pour le passé national ;  Aarnout Drost (1810-1834), Jan Frederik Oltmans (1806-1854), Hendrik Jan Schimmel (1823-1906), Jacob van Lennep (1802-1868) et Anna Louisa Geertruida Bosboom-Toussaint (1812-1886) écrivent des romans historiques.
Aux Pays-Bas, le mouvement de Réveil et l'émancipation des catholiques, représentés par Isaäc da Costa (1798-1860), Hermanus Schaepman (1844-1903) et Josephus Albertus Alberdingk Thijm (1820-1889), stimulent la pensée critique d'un Conrad Busken Huet (1826-1886) : le romantisme révolutionnaire trouve un représentant en la personne de Multatuli (1820-1887), l'humour conquiert sa place avec Piet Paaltjens (1835-1894), Hildebrand (1814-1903) (dont l'œuvre la plus connue est la Camera Obscura, de 1839) et Carel Vosmaer (1826-1888).

## Réalisme

### L'imagination et la réalité chez les Néerlandais réservés (1830-1860)

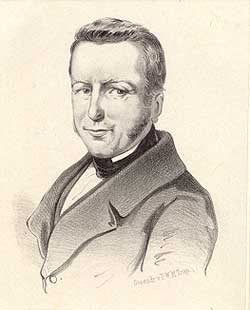
Portrait gravé d'Isaäc da Costa (1798-1860), par P. W. M. Trap.

Le mouvement du romantisme n'atteint son apogée aux Pays-Bas qu'après 1830.  Pourtant, de nombreux écrivains y participent non pas parce que le romantisme est un phénomène de mode, mais plutôt parce qu'ils ont des dispositions réellement romantiques.  Presque simultanément, les œuvres plus réalistes, fruit de l'observation humoristique, connaissent un grand succès.  Cela est également un phénomène européen, mais l'humour et le réalisme conviennent mieux au caractère de la société civile néerlandaise.

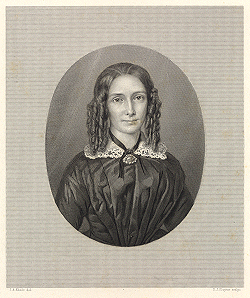
Portrait gravé d'Anna Louisa Geertruida Bosboom-Toussaint (1812-1886), par Adrianus Johannes Ehnle et D.J. Sluyter.

Les courants, les genres et les champs d'intérêt que l'on peut identifier dans les œuvres des meilleurs écrivains de cette époque sont : 
1. le byronisme, qui consiste à s'abandonner à une humeur mélancolique (mélancolie, Weltschmerz), genre où Lord Byron exerce une grande influence ;
2. le récit historique, qui est, dans le meilleur sens du mot, l'empathie avec une époque considérée comme idéale.  Mais on choisit facilement n'importe quel thème juste pour explorer les possibilités d'un décor coloré ;
3. l'élément national, qui implique que l'on veut que la littérature contribue à élever la nation.  En outre, on se réfère à l'exemple à suivre du Siècle d'Or (au centre de cette évolution se trouve la principale revue du mouvement, De Gids, c'est-à-dire Le Guide) ;
4. la religion, qui prend la défense des valeurs spirituelles contre l'esprit libéral du temps.  Les réformés trouvent une occasion dans le Réveil, un mouvement protestant suisse, arrivé aux Pays-Bas, qui cherche à approfondir la religion et qui comprend une nature mystique.  En outre, il y a l'émancipation catholique, dont on trouve l'écho dans la littérature ;
5. l'observation et la représentation de la réalité, quand l'attention est portée à l'homme commun dans son existence quotidienne ;
6. l'humour, qui peut être un élément romantique, à savoir l'évasion par le rire de la réalité, dont il atténue du moins la dureté, de sorte que la réalité perd de sa netteté.
Sous l'influence des tendances réalistes naît, après 1850, et par opposition au romantisme subjectif, un art de plus en plus objectif, alors que le penchant pour l'impersonnel aboutit à un art social et à l'art pour l'art des quatre-vingtistes (les Tachtigers).  
La lutte pour l'émancipation des catholiques aux Pays-Bas a été poursuivie dans un lyrisme moderne, qui atteint, en Flandre, un niveau sans précédent dans les œuvres de Guido Gezelle (1830-1899).  
Des écrivains associés à cette période sont Aarnout Drost (1810-1834), Everhardus Johannes Potgieter (1808-1875), Reinier Cornelis Bakhuizen van den Brink (1810-1865), Jan Pieter Heije (1809-1876), Anna Louisa Geertruida Bosboom-Toussaint (1812-1886), Isaäc da Costa (1798-1860), Josephus Albertus Alberdingk Thijm (1820-1889), Nicolaas Beets (Hildebrand, 1814-1903), Gerrit van de Linde (dont le pseudonyme est De Schoolmeester, ou Le Maître d'école, 1808-1858), Piet Paaltjens (pseudonyme de François Haverschmidt, 1835-1894), Jan Jacob Lodewijk ten Kate (1819-1889) et Petrus Augustus de Génestet (1829-1861).

### La sombre réalité en Flandre
Parfois, chez certains poètes, on trouve une strophe qui reflète la misère socio-économique et l'appauvrissement spirituel du peuple flamand au XIXe siècle.  Julius de Geyter (1830-1905) s'adresse aux métayers flamands, que les propriétaires terriens maintiennent dans un état de pauvreté et qui se trouvent sous une certaine contrainte morale lors des élections.  Mais en dehors de ces rares lignes, De Geyter ne produit que des phrases creuses du style des rhétoriciens et de pompeuses cantates qui n'ont aucun autre rapport avec l'histoire que la volonté d'inciter le peuple à atteindre une nouvelle grandeur par une exaltation superficielle du passé national.  Outre d'écrire l'ouvrage plutôt emphatique Optocht der Gentsche fabriekswerkers (Manifestation des ouvriers d'usine de Gand), Julius Vuylsteke (1836-1903) décrit les conditions de travail dans la filature de coton dans Fabriekgalmen (Échos d'usine).  Theodoor van Rijswijck (1811-1849) ne connaît que peu les conditions de vie misérables en Flandre et ne les traite que sporadiquement.  Hendrik Conscience et Johanna Courtmans-Berchmans (1811-1890) écrivent sur les métayers et les ouvriers, mais couvrent la détresse de ceux-ci d'un rose doux ; une seule fois, Conscience arrache la voile, mais, toutefois, pas en sa qualité d'artiste créateur, mais dans un discours où il plaide pour la charité.

## Non-conformistes

### Pays-Bas: Multatuli, Busken Huet, Vosmaer et Pierson

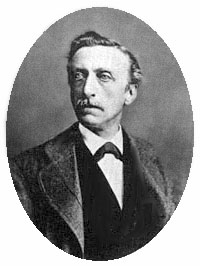
Eduard Douwes Dekker (1820-1887), qui écrit sous le pseudonyme de Multatuli.

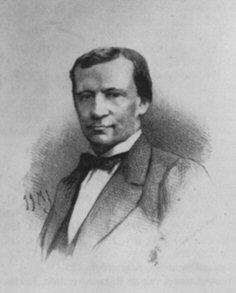
Conrad Busken Huet (1826-1886).

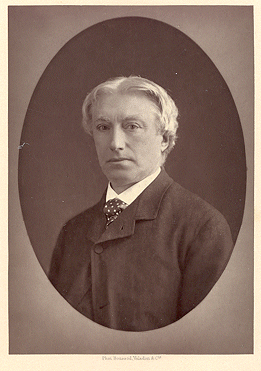
Carel Vosmaer (1826-1888).

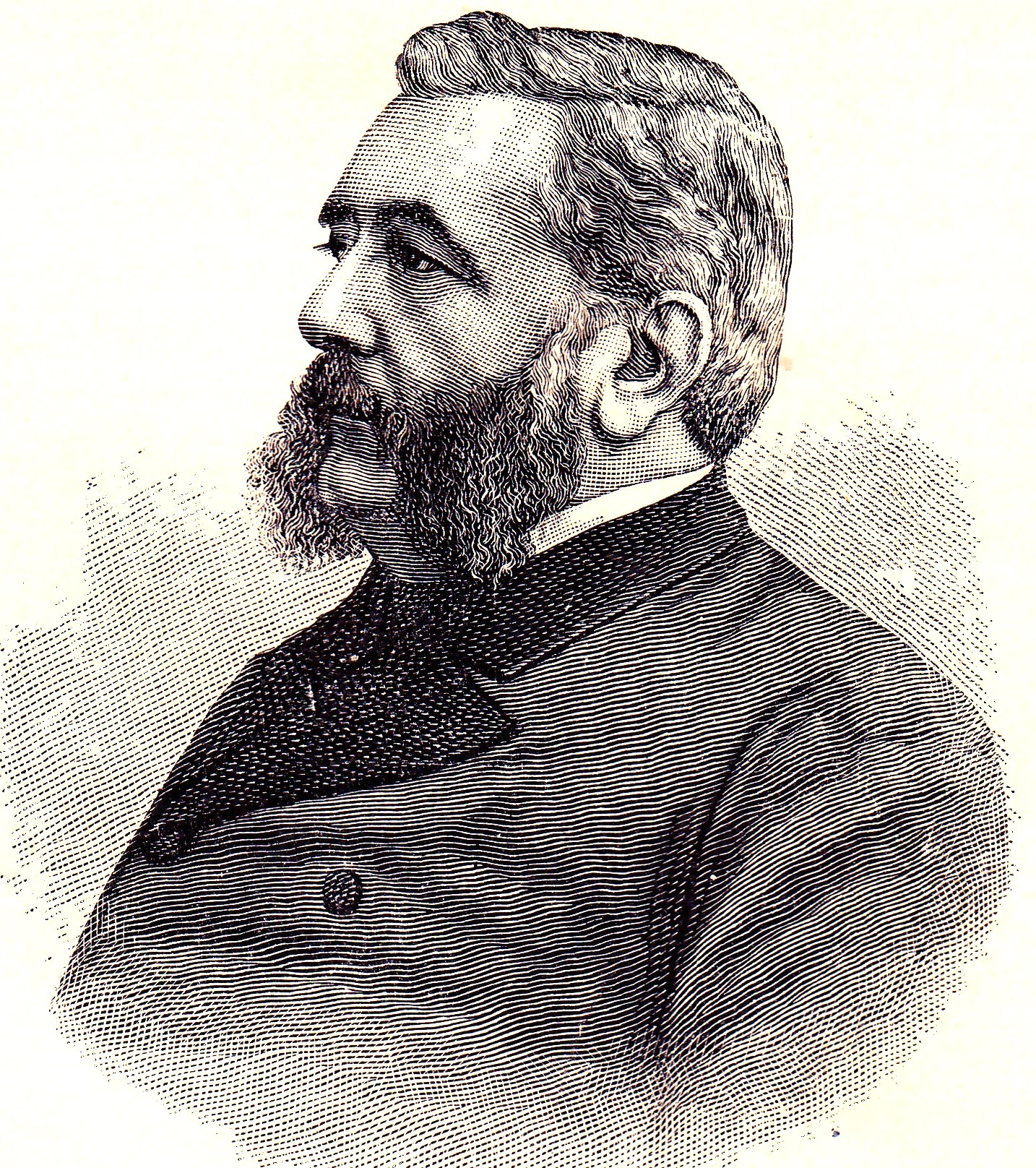
Allard Pierson (1831-1896) sur une gravure publiée en 1896.

Dans les années 1860-1880, la plupart des auteurs ayant occupé le devant de la scène pendant la période précédente continuent à travailler ; certains d'entre eux, comme Everhardus Johannes Potgieter (1808-1875), écrivent même les plus mûres de leurs œuvres, mais la plupart ne dépassent pas la médiocrité.  
Néanmoins, des personnalités exceptionnelles prennent la parole : l'anarchiste Multatuli, le doué Conrad Busken Huet qui insuffle une nouvelle vie au Gids (Le Guide) jusqu'en 1865, le sophistiqué Carel Vosmaer et l'astucieux Allard Pierson.  
À Bruxelles, dans une mansarde, Multatuli (1820-1887), errant et dénué de ressources après son licenciement, écrit son Max Havelaar (de 1860) pour démontrer que le « Javanais est maltraité » et pour se justifier après que la plainte qu'il avait formulée en sa qualité de résident adjoint de Lebak, accusant les autorités indigènes de concussion, a été ignorée.  Inspiré par les deux formes d'iniquités (celle imposée à la population indigène ainsi qu'à un fonctionnaire du gouvernement de Java souhaitant réparer l'injustice infligée à la population), poussé par la compassion, affolé par la crainte de l'empoisonnement, écrasé sous le poids de ses dettes et blessé dans son orgueil, Multatuli donne dans cet ouvrage sa version des événements survenus à Lebak.  La structure du roman est typiquement romantique et mêle récit, exposé, discours et poésie.   Plus tard, il écrit un grand nombre d'esquisses, rassemblées dans le recueil Ideeën (Idées), où il émet une critique acerbe des conditions sociales de son temps.  Ses travaux exerceront une grande influence sur le développement ultérieur de la littérature aux Pays-Bas. 
Du ministre Conrad Busken Huet (1826-1886), un descendant de huguenots, le libéralisme sceptique et le manque d'orthodoxie gênent les conservateurs, qui n'apprécient guère ses premières œuvres littéraires (Groen en rijp, ou Vert et mûr, un recueil de nouvelles publié en 1854, et Overdrukjes: schetsen en verhalen, ou Tirés à part : esquisses et contes, de 1858), où il explique ce qu'il entend par le vrai christianisme vivant.  Ses Brieven over de Bijbel (Lettres sur la Bible, de 1858), écrites d'un ton familier, trahissent ses idées modernistes et font de lui le Voltaire des Pays-Bas.  Dans la revue De Gids, où il commence à publier en 1859, il défend, avec un intellect inébranlable et froid, la conviction que l'homme est la mesure de toutes choses, que l'esprit humain est un critère infaillible et que la raison l'emporte.  Son attitude peu orthodoxe, voire peu religieuse, provoque une crise dans sa communauté, qui appartient à l'Église wallonne, et, rejetant tout compromis, il démissionne de sa fonction de ministre en 1862. 
Carel Vosmaer (1826-1888), qui a l'esprit orienté vers le classique, est un historien de l'art, critique et artiste créateur, mais il est aussi un libre-penseur et libéral pur-sang.  À partir de 1864, sous le pseudonyme de Flanor, il couvre différents spectacles culturels et accomplissements politiques aux Pays-Bas pour le Nederlandsche Spectator (Le Spectateur néerlandais).  Ses principaux poèmes, nouvelles et esquisses sont rassemblés dans Vogels van diverse pluimage (Gens de tout poils, 3 vol., publiés entre 1872 et 1876).  Il s'intéresse aux jeunes poètes et exerce une certaine influence sur Jacques Perk et Willem Kloos.
Après s'être occupé du mouvement du Réveil pendant son enfance, Allard Pierson (1831-1896) dépose sa charge de ministre à cause de son modernisme.  Il se préoccupe désormais principalement de l'esthétique et de la philosophie.  Ses principaux ouvrages sont Geestelijke voorouders: studiën over onze beschaving (Ancêtres intellectuels : études sur notre civilisation, de 1887-1893), une série de réflexions sur Israël (Israël), Hellas (La Grèce) et Het hellenisme (L'Hellénisme) et Oudere tijdgenoten (Contemporains d'hier, 1882-1886) sur des personnalités comme Bilderdijk, Potgieter et Da Costa.  
De nouvelles idées percent, la critique de la doctrine orthodoxe de l'Église affecte la religiosité et des libres penseurs se manifestent.  Les prosateurs réalistes suivent davantage le modèle des naturalistes français (Gustave Flaubert, les frères Goncourt et, surtout, Émile Zola).
Au cours de cette période, l'hebdomadaire De Nederlandsche Spectator, fondé en 1860, conquiert une place parmi les revues, à côté du Gids.  Précisément des auteurs qui se livrent à la critique de leur temps, les œuvres  gardent leur valeur.  Les écrivains innovateurs sont des mécontents. 

### Guido Gezelle et ses disciples

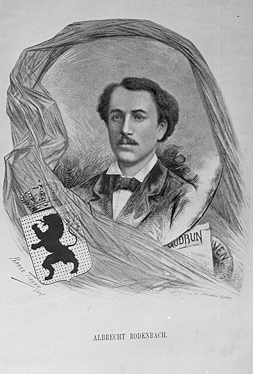
Albrecht Rodenbach (1856-1880), sur une gravure (1887) de Karel Tichon. « Berten », un cousin de l'écrivain francophone Georges Rodenbach, est considéré comme un disciple de Gezelle.

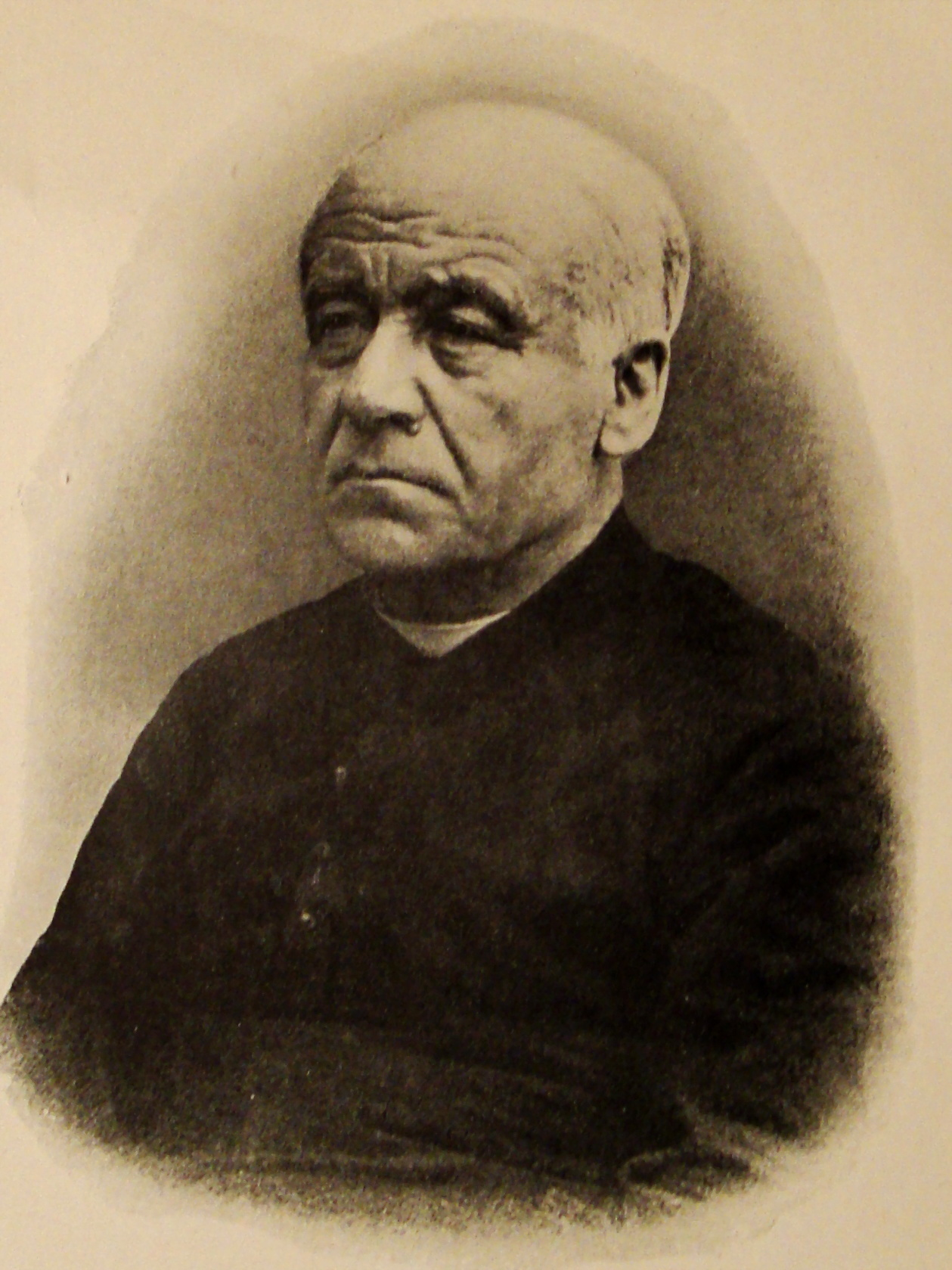
Guido Gezelle (1830-1899).

Le grand miracle de la poésie de Guido Gezelle (1830-1899) se produit déjà dans ses premiers recueils de 1858, Dichtoefeningen (Exercices poétiques) et Kerkhofblommen (Fleurs de cimetière), où figurent des poèmes, devenus célèbres depuis lors, comme Het schrijverke (Le Gyrin) et O, 't ruischen van het ranke riet (Ô ! le frisson des roseaux frêles), avec leur sentiment intime et pur de la nature.  L'influence d'Homère, de la Bible et du poète anglais Longfellow peut être démontrée dans cette poésie profondément religieuse et romantique.  Le second recueil est une réflexion très personnelle sur une émotion éprouvée lors de funérailles.
Comme Gezelle méprise le langage poétique habituel, il forge du flamand occidental et du moyen néerlandais son propre idiome.  Si ce particularisme lui vaut de nombreux adversaires, il ne lui faut toutefois que peu de temps avant que l'on ne reconnaisse la puissance et la beauté de son talent et de ses œuvres.  D'autres recueils suivent rapidement, mais son talent ne prend un nouvel essor qu'en 1893, lorsque paraît Tijdkrans (Couronne du temps), dont on voit confirmé la maîtrise de la langue et de la forme dans Rijmsnoer (Collier de rimes) en 1897.  Dans ces deux recueils, le prêtre Gezelle chante son amour mystique de Dieu et sa création dans un langage musical virtuose.  
Le poète Gezelle, mûri et ayant atteint la maturité grâce au dévouement religieux et au chagrin humblement porté, se distingue par l'emploi de la langue vernaculaire familière, par le jeu infaillible des possibilités rythmiques et par l'application de tout ce qui peut contribuer à la beauté du son. 
Son individualisme conduit à un langage purement impressionniste, mais c'est dans le savoir que tout, aussi bien la nature que sa poésie, émane du Créateur qu'il puise l'inspiration de poèmes tels que Ego Flos, qui ont un aspect purement expressionniste.  
En Flandre, Gezelle, un rénovateur inimitable de la poésie, est d'une grande importance pour le développement des courants littéraires du XXe siècle.  Dans l'ombre de Gezelle marchent Hugo Verriest (1840-1922), Albrecht Rodenbach (1856-1880) et Maria Carolus Polydorus (Pol) de Mont (1857-1931).  À travers sa poésie, ses discours et sa participation à l'élaboration et à la publication de revues, le deuxième exerce une influence considérable sur la jeunesse catholique de son temps, ainsi que sur les générations suivantes orientées vers l'idéalisme.  En tant que journaliste, folkloriste,  historien de l'art et orateur inspiré, le dernier aide à élargir la culture flamande.  Il suscite l'amour de la beauté pure, affine le goût artistique du peuple et aide ainsi à faciliter la transition vers le nouvel art de Van Nu en Straks (De maintenant et de tout à l'heure).

## De 1880 à 1900 aux Pays-Bas

### Les précurseurs duNieuwe Gids
Vers 1880, le devant de la scène littéraire est occupé par des poètes qui, même s'ils ne comptent pas parmi les membres du groupe du Nieuwe Gids, doivent tout de même être considérés comme des innovateurs ; Jacques Perk (1859-1881) est certainement le plus grand d'entre eux.  Avec les longs poèmes épiques et philosophiques Lilith (de 1879) et Godenschemering (Le Crépuscule des dieux, de 1883), Marcellus Emants (1848-1923) tente de hisser la poésie au-dessus du monde temporel dans une atmosphère d'éternité ; mais sa démarche pessimiste-libérale en a choqué beaucoup.  Plus tard, il devient, avant tout, un naturaliste écrivant des jeux, des récits de voyage, des romans (dont Een nagelaten bekentenis, ou Une confession posthume, de 1894), etc.  Willem Kloos (1859-1938) apprécie plusieurs recueils de Jacob Winkler Prins (1849-1904), notamment De sonnetten (Les Sonnets, de 1885), Zonder sonnetten (Sans Sonnets, de 1885) en Liefdes erinnering (Souvenir amoureux, de 1887), pour leur « plastique réaliste ».  Certains des XL. Gedichten (Quarante poèmes, de 1882) de Frederik Leonardus Hemkes (1854-1887) sont restés connus : Het kindeke van den dood (L'Enfant de la mort) et ’t Geuzenvendel op den thuismarsch (Le Drapeau des gueux sur la marche à la maison).

### Les quatre-vingtistes (lesTachtigers)

#### Le mouvement des quatre-vingtistes (lesTachtigers)

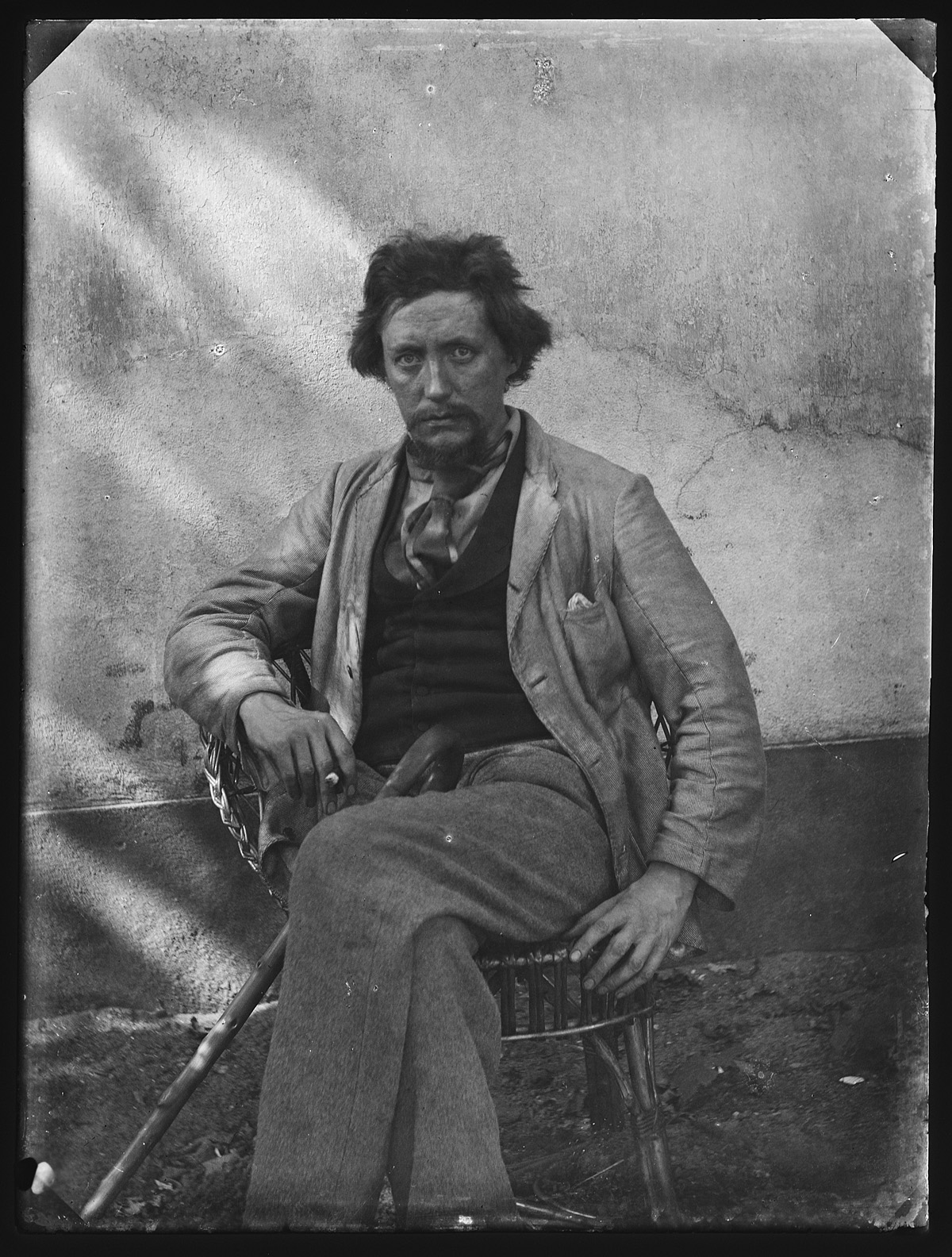
Willem Kloos (1859-1938).

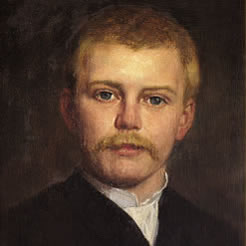
Portrait peint du poète Herman Gorter (1864-1927), attribué à Thérèse Schwartze.

Aucun autre mouvement littéraire aux Pays-Bas que celui des quatre-vingtistes ou quatre-vingtards, qui représente d'ailleurs bien plus qu'une simple bagarre littéraire, rassemble une équipe d'auteurs aussi exceptionnelle.  Ces Tachtigers sont de jeunes poètes et écrivains qui se rencontrent vers 1880, qui reconnaissent mutuellement leur talent et leur désir de créer des œuvres purement littéraires et qui se trouvent dans le culte d'une Beauté qu'ils distinguent nettement des fins moins purement littéraires ; c'est l'ambition de parvenir à une telle Beauté qui les incite à se réunir autour de la revue De Nieuwe Gids (Le Nouveau Guide).  Cette revue émane donc du mouvement existant.  Pas tout ce que les quatre-vingtistes écrivent est publié dans De Nieuwe Gids : c'est, entre autres, le cas des romans naturalistes.

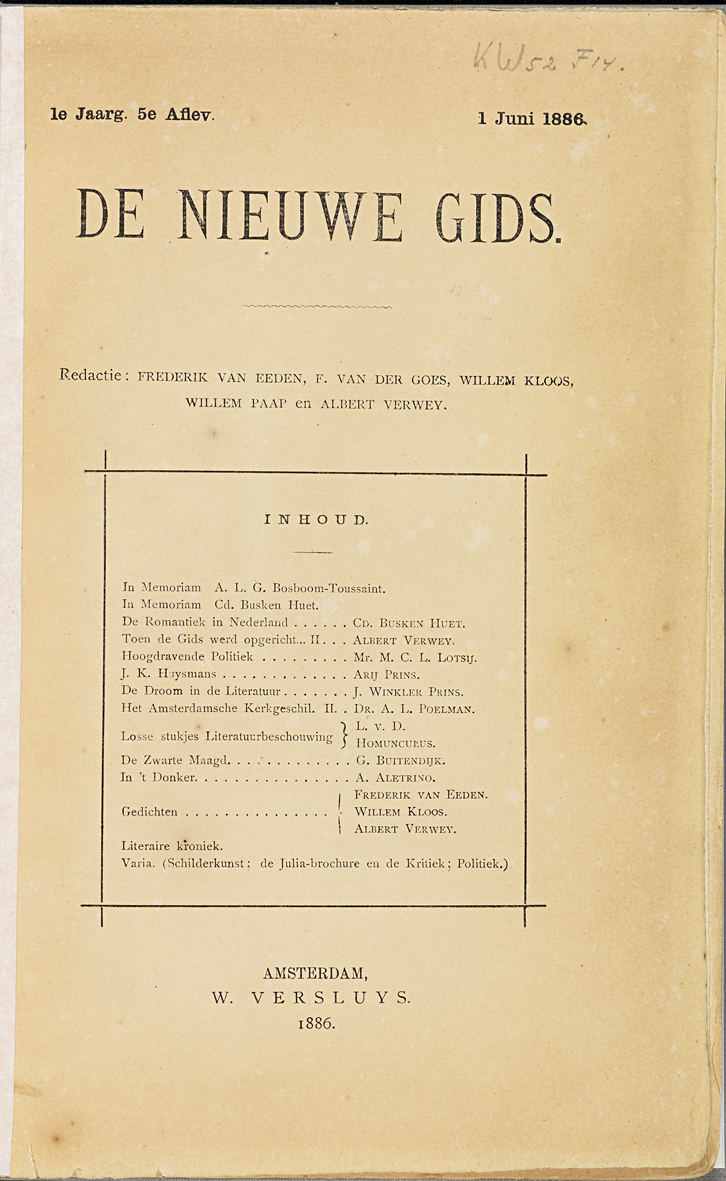
Page de titre du 5e fascicule de la 1re année de la revue De Nieuwe Gids (1 juin 1886).

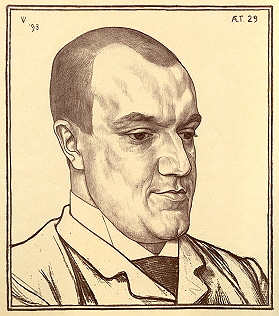
Portrait (1893) de Lodewijk van Deyssel (1864-1952), à l'âge de 29 ans, par Jan Veth.

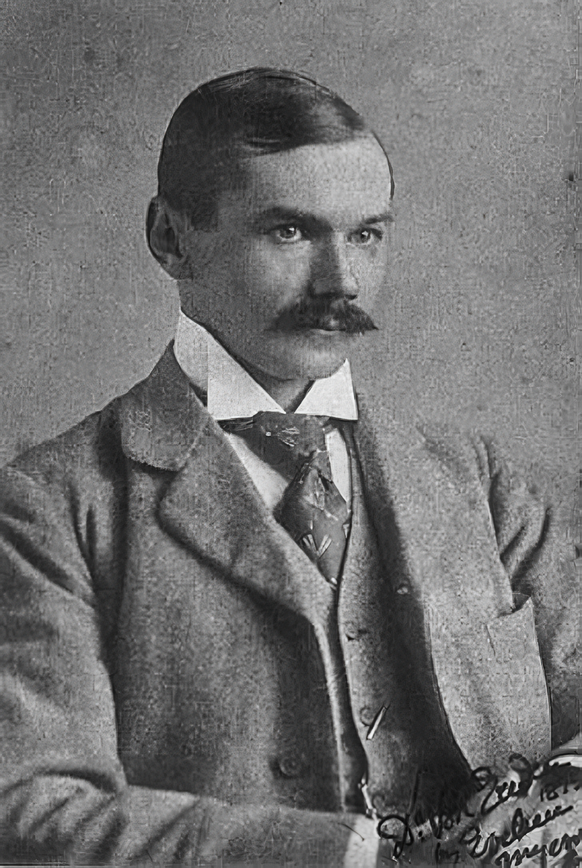
Frederik van Eeden (1860-1932).

Le mouvement des quatre-vingtistes ne représente pas une réelle révolution littéraire, mais plutôt un bouleversement dans la production littéraire et dans l'appréciation de celle-ci.  Du reste, les quatre-vingtistes se prennent eux-mêmes pour des révolutionnaires en art, et Lodewijk van Deyssel (1864-1952) peut passer pour un tempérament révolutionnaire exemplaire.  Leur résistance à toute convention, leur critique féroce de certaines personnalités littéraires faisant autorité et leur aversion contre la rhétorique les oppose à la société et à l'Église ; en tant qu'artistes indépendants, ils se révoltent contre la bourgeoisie, et comme esprits créateurs qui adorent la Beauté, ils se considèrent au-dessus de la banalité quotidienne. 
Frans Coenen (1866-1936), le premier à donner un exposé sommaire du mouvement des quatre-vingtistes, définit celui-ci déjà comme le résultat d'une lente émancipation de l'esprit et souligne comment cette innovation dans le domaine de la littérature fait partie d'un grand nombre d'innovations dans de nombreux domaines où a lieu le processus de la prise de conscience d'une société et d'une culture en mutation.
Malgré leurs différences de caractère et de dispositions, rien n'empêche des jeunes gens, initialement unis dans le rejet de la littérature des générations précédentes, de collaborer à une même revue.  Kloos est le véritable chef du mouvement.  Mais bientôt, des différends surgissent entre les rédacteurs : en 1887, entre Van Eeden et d'autres (après leur jugement porté sur Een liefde, ou Un amour, de Van Deysel) ; en 1890, entre Willem Kloos et un Albert Verwey  (1865-1937) de plus en plus indépendant ; et, enfin, en 1894, la crise autour de Kloos, qui est d'une telle ampleur que l'on peut parler de la fin du Nieuwe Gids, bien que la revue ait continué à exister sous la forme d'un mensuel, à côté du Tweemaandelijksch Tijdschrift, une nouvelle revue bimensuelle, fondée par Verwey et Van Deyssel.
Les quatre-vingtistes constituent un groupe très hétérogène, où l'on peut distinguer des courants divergents, dont les principaux sont :
a. l'individualisme, un fort courant romantique qui se manifeste en particulier chez les poètes lyriques, admirateurs des grands poètes anglais du début du XIXe siècle (Wordsworth, Shelley et Keats) ; le « sensitivisme » néerlandais, avec sa représentation de sensations très différentes, conduit à un « art de la parole » hautement subjectif, sur lequel l'impressionnisme et le symbolisme exercent leur influence ;
b. le penchant pour le classique, qui fait que les poètes trouvent leur matière dans la littérature classique et que les thèmes mythologiques sont populaires ; la plupart des formes de vers sont les traditionnelles, avec une préférence pour le sonnet ;
c. le naturalisme, ou la représentation de la réalité selon le modèle français, est déjà connu aux Pays-Bas avant 1880 ; surtout des prosateurs comme Marcellus Emants et Louis Couperus (1863-1923), qui se positionnent plutôt en marge du mouvement, suivent ce courant ; Van Deyssel abandonne le naturalisme pour passer au sensitivisme ;
d. le social et l'esthétique, dans le contexte d'une fin de siècle où les mentalités évoluent ; comme artiste, Frederik van Eeden (1860-1932), dont l'œuvre la plus connue est le conte initiatique De kleine Johannes (Le Petit Jean, de 1887), recherche une conception de la vie acceptable dans cette société nouvelle ; Herman Gorter (1864-1927), connu pour son poème Mei (Mai, de 1889), lui aussi, et Henriette Roland Holst, qui marche sur ses traces, participent activement au nouveau mouvement social ; leur poésie se détache de l'art élitiste, qui ne sort pas de sa tour d'ivoire, et ils rejettent le principe de l'art pour l'art.

#### Autres quatre-vingtistes

##### Poètes

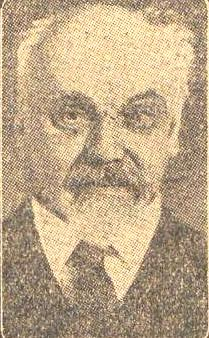
Johan de Meester (1860-1931).

Hein Boeken (1861-1933) écrit surtout des sonnets, dont ceux de Goden en menschen (Les Dieux et les Hommes, de 1895).  Les recueils Natuur en leven (Nature et Vie, de 1900) et Gedichten (Poèmes, de 1909) de Frans Bastiaanse (1868-1947) contiennent de la poésie lyrique impressionniste.  Joannes Reddingius (1873-1944) publie des vers chantants dans Regenboog en jeugdverzen (Arc-en-ciel et vers de jeunesse, de 1913).  Ses œuvres ultérieures sont nées d'une inspiration philosophique et religieuse.  

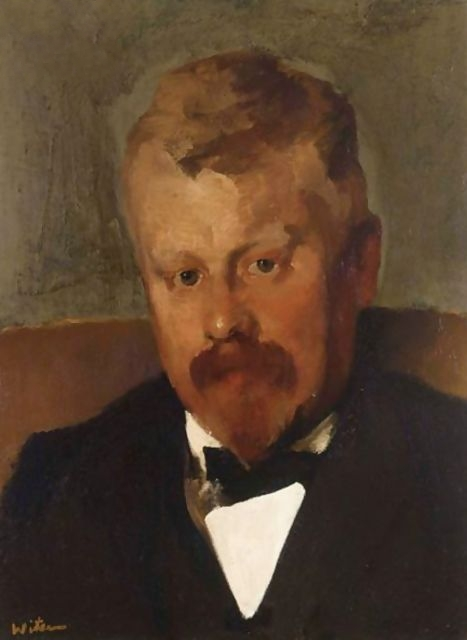
Hein Boeken (1861-1933), peint par son ami Willem Witsen, vers 1910.

Hélène Swarth (1859-1941) passe son enfance à Bruxelles, où elle bénéficie d'une éducation française.  Ses premiers poèmes sont d'ailleurs écrits en français, mais grâce à l'intervention de Pol de Mont, elle commence à faire de la poésie en néerlandais.  Ses recueils Eenzame bloemen (Fleurs solitaires, de 1883) et Blauwe bloemen (Fleurs bleues, 1884) sont accueillis avec enthousiasme par Van Deyssel ainsi que par Kloos, qui l'appelle « le cœur chantant de notre littérature » (« het zingende hart in onze letterkunde »).  Son penchant pour Max Waller, fondateur de La Jeune Belgique, et sa vénération de Jacques Perk donnent à sa poésie un premier ton personnel.

##### Prose naturaliste
Frans Netscher (1864-1923) est notoire, entre autres, pour les Studie's naar het naakt model (Études de nu, de 1886).  Il fait également du travail journalistique intéressant.  Les romans parisiens de Johan de Meester (1860-1931) sont également d'inspiration naturaliste.  D'un amour plus ardent pour les gens témoignent, entre autres, Deemoed (Humilité, de 1901), Over het leed van den hartstocht (De la souffrance de la passion, de 1904).  Les œuvres plus tardives se caractérisent par une vive satire : De zonde in het deftige dorp (Le Péché dans le village aristocratique, de 1912), Carmen (1915).  Sombres mais bien analytiques sont les esquisses que Frans Erens (1857- 1935) publie sous le titre Dansen en rhytmen (Danses et Rythmes, de 1893).  Aussi connus sont ses Litteraire wandelingen (Promenades littéraires, de 1906), et d'autres.  Très pessimistes sont les ouvrages de Frans Coenen (1866-1936), qui portent des titres significatifs comme Verveling (Ennui, de 1893) et Een zwakke (Un faible, de 1896).  Coenen est aussi un critique et essayiste accompli, entre autres avec Studiën van de tachtiger beweging (Études du mouvement des quatre-vingtistes, de 1924).
Arij Prins (1860-1922) acquit sa renommée de « premier écrivain naturaliste » grâce à Uit het leven (Scènes de la vie, de 1885).  Sint-Margareta (Sainte-Marguerite), un conte en prose, paru dans De Nieuwe Gids (Le Nouveau Guide) en 1891, affiche déjà les caractéristiques de son œuvre majeure De heilige tocht (L'Expédition sainte, 1912) : déviation intentionnelle des faits historiques et négligence de la syntaxe néerlandaise.

##### Les quatre-vingtistes et la peinture
Les quatre-vingtistes sont des visiteurs fidèles des ateliers de Maurits Willem van der Valk (1857- 1935), de Willem Witsen (1860-1923, le dessinateur de Kloos), de George Hendrik Breitner (1857- 1923, le dessinateur de Van Deyssel) et d'Isaac Israëls (1865-1934).
Comme Antoon der Kinderen (1859-1925) et Willem Witsen, Jan Veth, qui porte plusieurs pseudonymes, dont J. Staphorst (1864-1925), est cofondateur de la société des aquafortistes néerlandais ; dans ses critiques d'art, il consacre une attention particulière aux artistes de son temps.  Au sein du Nieuwe Gids, il est un farouche défenseur de l'impressionnisme.
Jacobus van Looy (1855-1930) est peintre et écrivain.  Inspiré par Frans Netscher, dont il lit la prose dans De Nieuwe Gids, il se met lui-même à l'écriture ; son Dag met sneeuw (Un jour de neige) est bien accueilli par Kloos et, dès lors, il contribue à la revue.  Ses premières contributions sont rassemblées dans Proza (Prose, de 1889).  Gekken (Des fous, de 1894) contient des souvenirs de son séjour au Maroc.

##### Autres essayistes
À côté de Pieter Jelles Troelstra (1860-1930), Frank van der Goes (1859-1939) est l'un des leaders du socialisme, marchant sur les traces de Ferdinand Domela Nieuwenhuis (1846-1919), qui est autant un leader populaire qu'un orateur émotionnel.  Van der Goes note beaucoup de souvenirs littéraires, et autres, dans ses Verzamelde opstellen (Articles recueillis, 1898) et dans son  Journalistiek werk, un recueil de ses morceaux journalistiques de 1933 à 1938.  Abraham Kuyper (1837-1920) est le porte-parole du Deuxième Réveil calviniste.  Dans Het calvinisme en de kunst (Le Calvinisme et les Arts, de 1888) et De gemeene gratie in wetenschap en kunst (La Grâce commune dans la science et dans l'art, 1895), il se dresse contre la doctrine des quatre-vingtistes.  Son célèbre discours solennel sur Willem Bilderdijk (1906) doit être interprété en ce sens.  Ses Parlementaire redevoeringen (Discours parlementaires, de 1908-1910) ont un certain retentissement.  Charles van Deventer (1851-1931) est un fervent propagandiste de la culture grecque antique qui défend les nouvelles théories de l'art dans Hollandsche belletrie van den dag (Littérature hollandaise quotidienne, de 1901-1904).

### Pour ou contre les quatre-vingtistes

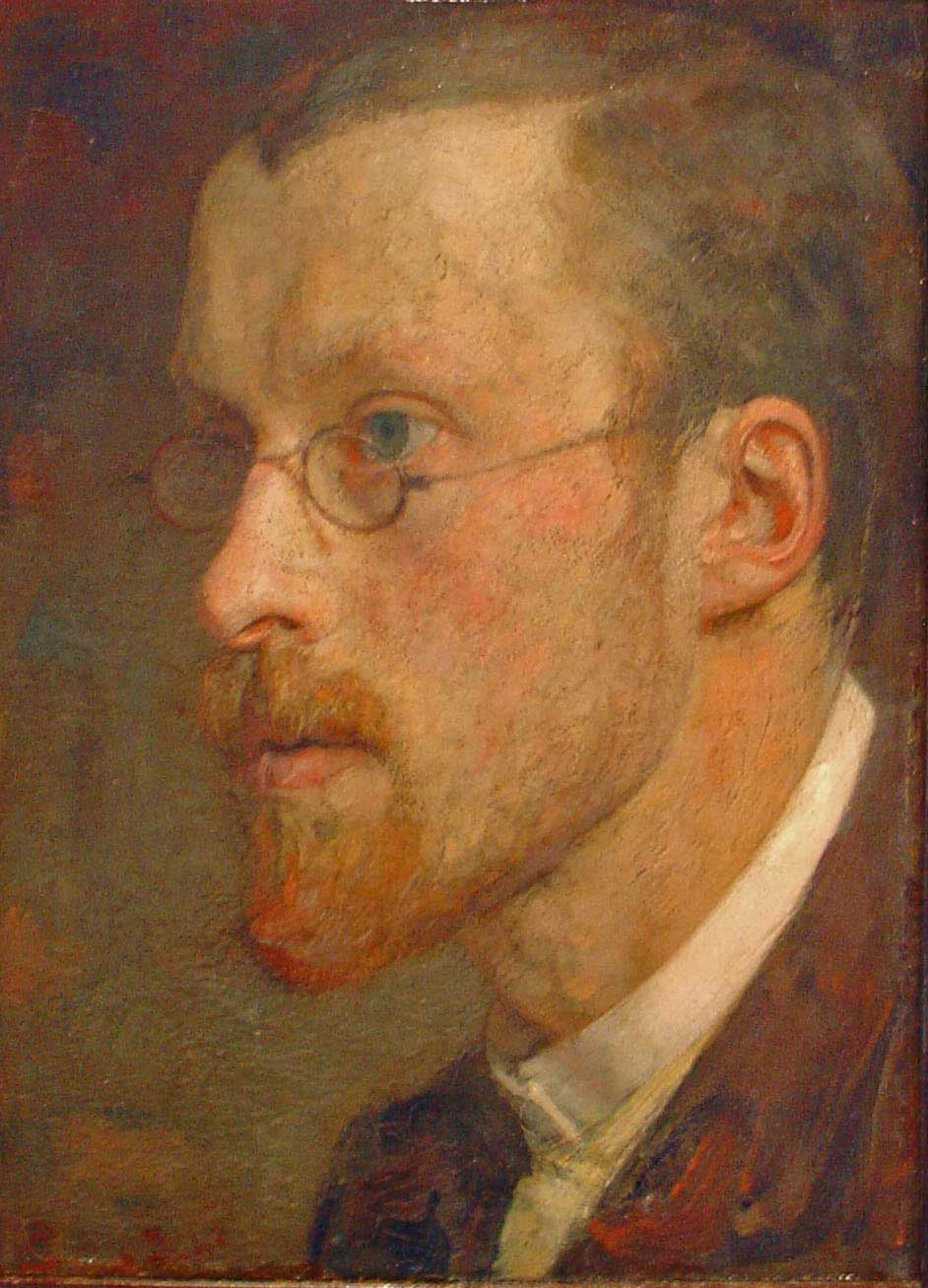
Autoportrait du peintre, poète, critique d'art et professeur d'histoire de l'art et d'esthétique Jan Veth (1864-1925).

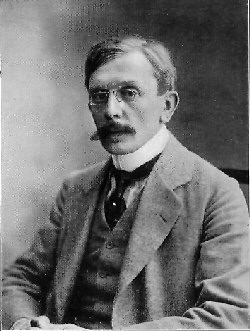
Pieter Cornelis Boutens (1870-1943).

Les écrivains débutant en 1895 puisent leur inspiration dans le renouveau provoqué par les quatre-vingtistes, la pure beauté littéraire étant devenue un acquis solide de la littérature néerlandaise.  Mais les meilleurs de ces jeunes talents ont une nature différente de celle de leurs prédécesseurs.  Encore moins que les quatre-vingtistes, ils ont constitué un groupe clos.  Pour Henriette Roland Holst (1869-1952), l'éthique prend le dessus sur l'esthétique. Pieter Cornelis Boutens (1870-1943) et Jan Hendrik Leopold (1865-1925) demeurent dans une atmosphère d'individualisme, qui, cependant, diffère entièrement de celle de Kloos.  Avec Arthur van Schendel (1874-1946), certains auteurs prennent le chemin du néoromantisme.  En outre, Israël Querido (1872-1932) et quelques auteurs jouissant d'une moins grande célébrité repoussent les limites du roman naturaliste.  
Albert Verwey quitte la rédaction du Nieuwe Gids en 1890.  Vers 1893, des orateurs de la revue, seul Kloos reste.  Les opinions des auteurs du groupe des quatre-vingtistes entrent en collision.  Maintenant, Van der Goes et Van Eeden s'affrontent, ainsi que Van Deyssel et Van der Goes, alors que Kloos entre en conflit avec tout le monde.
Au cœur de la controverse se trouve la question de savoir si l'art doit s'occuper seulement de valeurs esthétiques ou de valeurs à la fois éthiques et esthétiques.  Dans le Tweemaandelijksch Tijdschrift (Revue bimensuelle, 1894) et dans De Beweging (Le Mouvement, 1905), Verwey continue sa démarche, prônant le sens spirituel et éthique de l'art.  En 1896, les socialistes, Pieter Lodewijk Tak (1848-1907) et Frank van der Goes (1859-1939), lancent une autre revue, une de tendance social-démocrate : De Nieuwe Tijd (Le Temps nouveau).

### En marge du mouvement des quatre-vingtistes: Louis Couperus

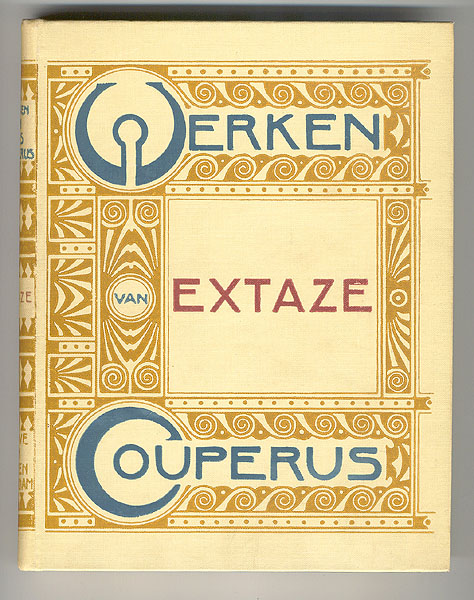
Couverture, conçue par Berlage, de la troisième édition dExtaze de Louis Couperus (1863-1923), parue chez L.J. Veen en 1905.

En marge du mouvement des quatre-vingtistes se situent les travaux de Louis Couperus, qui séjourne de longues années à l'étranger, principalement dans le sud de la France et en Italie, et qui écrit des impressions de voyage et des croquis journalistiques.  

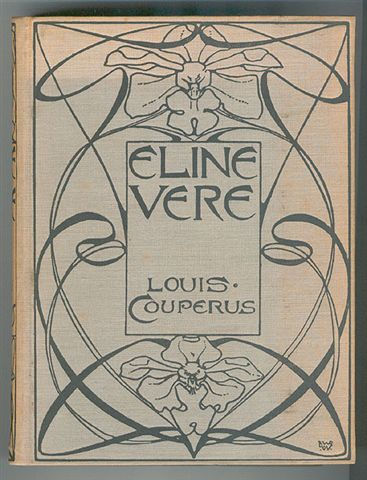
Couverture, conçue par Ludwig Willem Reymert Wenckebach, d'une édition dEline Vere de Louis Couperus (1863-1923), parue chez P.N. van Kampen et fils en 1898.

Il fait ses débuts avec des poèmes artificiels et peu appréciés par le public, mais la réception de son roman Eline Vere, paru en 1889 comme un feuilleton publié dans un journal de La Haye, Het Vaderland (La Patrie), est tout à fait différente.  Dans ce roman, le thème du destin est déjà présent ; ce thème est une constante de ses écrits, d'abord de façon déterministe, plus tard de plus en plus comme une dette mal comprise.  D'autres romans psychologiques de Couperus sont : Noodlot (Fatalité, de 1891), De stille kracht (La Force des ténèbres, de 1900), De boeken der kleine zielen (Les Livres des petites âmes, de 1901-1903), Van oude menschen, de dingen die voorbijgaan (De vieilles gens, les choses qui passent, de 1906).  
En plus de ces travaux psychologiques, il écrit des romans historiques, comme De berg van licht (La Montagne de lumière, de 1905-1906), qui peut être appelé un art psychodramatique de premier ordre, Xerxes of de hoogmoed (Xerxès ou l'Orgueil, de 1919), inspiré par les événements politiques (la personne de l'empereur Guillaume II), et Iskander (1920), un roman sur Alexandre le Grand.
Ce qui frappe dans ses romans, c'est la tentative de pénétrer le mystère de la vie : comme déjà dans Extaze (Extase, de 1892), Couperus vise à pousser à travers ce qui se cache comme réalité plus profonde derrière l'apparence des choses et des gens.  
Un troisième groupe est formé par les romans et les contes mythologiques, dont Psyché (Psyché, de 1898) et Dionyzos (Dionysos, de 1904) sont les principaux. 
D'un tout autre ordre sont les récits de voyage et les articles journalistiques, comme Reisimpressies (Impressions de voyage, de 1894), parus dans divers journaux et hebdomadaires.  L'ensemble volumineux que constituent les œuvres de Couperus est d'une ampleur européenne et caractéristique d'une période où l'art est dominé par le déterminisme, le naturalisme, l'exotisme et le réalisme psychologique.

### Autres prosateurs de cette génération

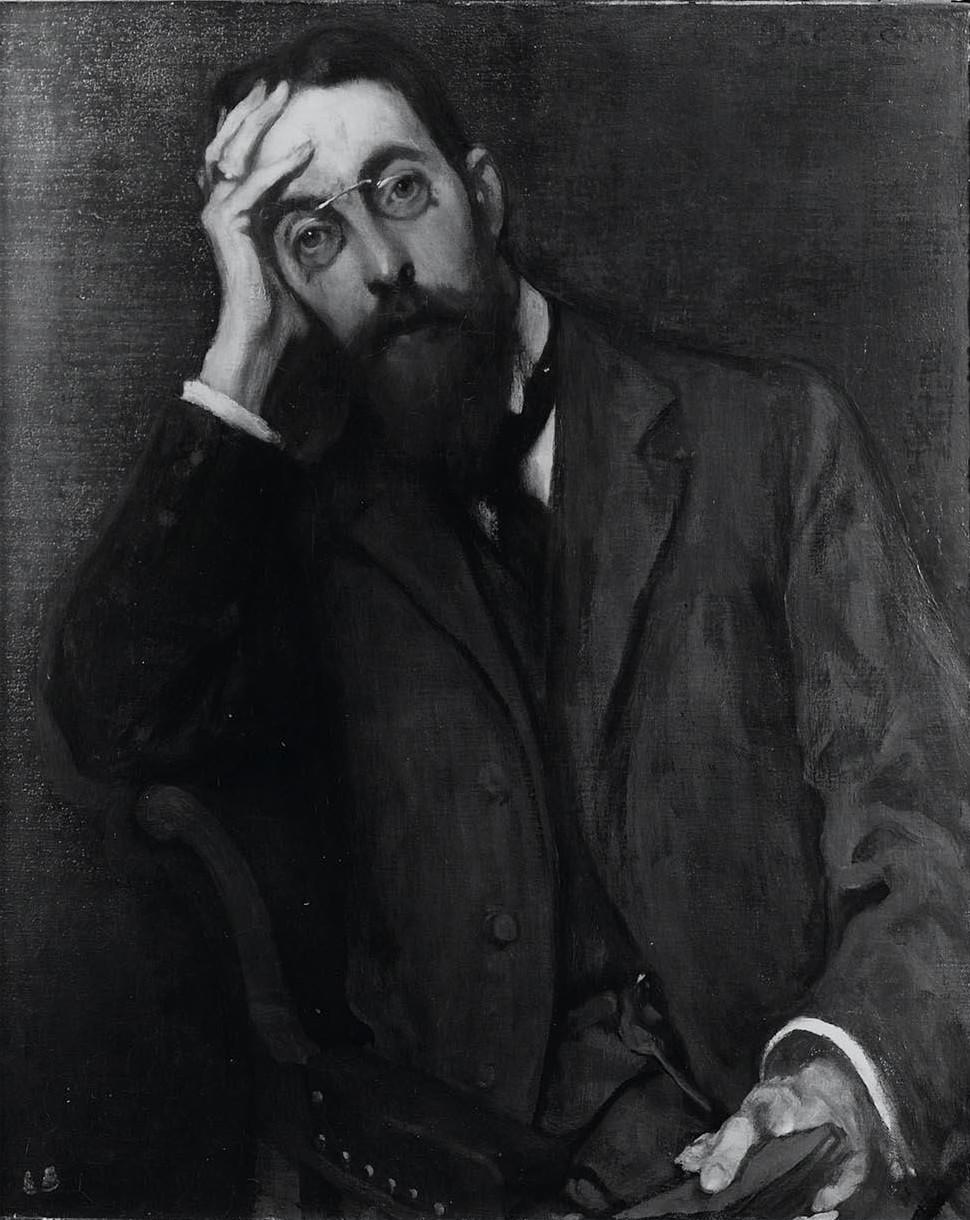
Herman Robbers (1868-1937), peint vers 1906-1908 par Jacobus van Looy.

Le courant néoromantique est également suivi par Adriaan van Oordt (1865-1910), qui, dans Irmenlo (de 1896) et Warhold (de 1906), un livre sombre, se tourne vers le Moyen Âge.  En outre, l'historien de l'art Pieter Hendrik van Moerkerken (1877-1951) écrit de nombreux romans historiques bien documentés, où il insère des conceptions sociales et de grandioses idées de liberté, comme dans De bevrijders (Les Libérateurs, de 1914), le cycle en six volumes De gedachte der tijden (La Pensée des siècles, de 1918-1924) et De wil der goden (La Volonté des dieux, de 1933).

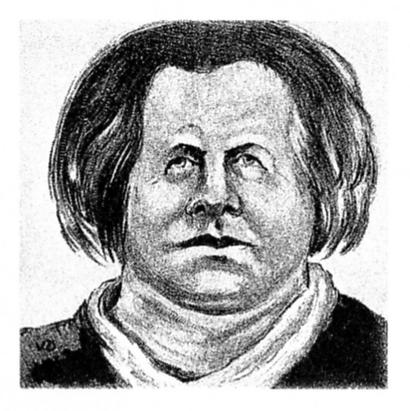
Caricature (1910) d'Israël Querido (1872-1932) par Theo van Doesburg.

La plupart des auteurs sont restés fidèles au réalisme et au naturalisme.  De Herman Robbers (1868-1937), on connaît le Roman van een gezin (Le Roman d'une famille, en deux volumes : De gelukkige familie (L'Heureuse Famille, de 1909) et Één voor één (L'un après l'autre, de 1910).  Les personnages d'une famille typiquement néerlandaise sont autant des victimes des circonstances que les plus pauvres.  On ne peut pas choisir le berceau où l'on est né.  Margo Antink (1869-1957) se distingue par des esquisses fines et sensibles, dont Sprotje (de 1906).  Elle publie, avec son mari, Carel Scharten (1878-1950), une longue série de romans très appréciés des lecteurs, dont Een huis vol menschen (Une maison pleine de gens, de 1908), 't Geluk hangt als een Druiventros (Le Bonheur pend comme une grappe de raisins, de 1918), Het wonder der liefde (Le Miracle de l'amour, de 1921) et Carnaval (de 1933).  Israël Querido (1874-1932) suit sur les traces de Zola et de Van Deyssel ; Levensgang (Chemin de la vie, de 1901) traite de la vie des diamantaires, Menschenwee (Peine des hommes, de 1903) de la vie à la campagne, le cycle en quatre volumes De Jordaan, Van Nes en Zeedijk, Manus Peet et Mooie Karel (Le Jordaan, De la Nes et de la Zeedijk, Manus Peet et Beau Karel, de 1912-1925), de la vie populaire d'Amsterdam.  Plus tard, à l'instar de Couperus, il cherche son inspiration dans les cultures anciennes et étrangères, comme dans le cycle De oude waereld (Le Monde antique, de 1919-1921).  Aussi se fait-il un nom comme critique.  Au réalisme appartiennent encore Gerard van Hulzen et Henri Borel.  

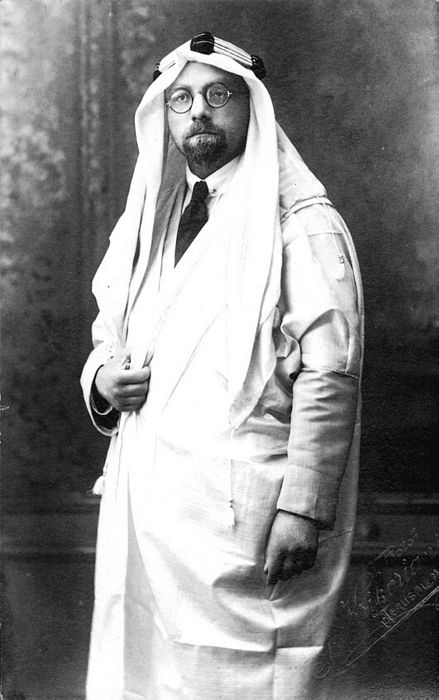
Jacob Israël de Haan (1881-1924), qui est sans doute le premier auteur néerlandophone à aborder le thème de l'homosexualité masculine dans son roman Pijpelijntjes (Scènes de De Pijp, de 1904), est le frère de l'autrice Carry van Bruggen (1881-1932).

Margo Antink, que l'on vient de mentionner, n'est pas la seule autrice à susciter beaucoup d'éloges ; à côté d'elle, on compte une série d'écrivaines qui, avec la compétence nécessaire, mais sans beaucoup de profondeur, décrivent la vie des familles typiquement néerlandaises. Carry van Bruggen (pseudonyme de Caroline ou Carry Pit-de Haan, 1881-1932) est la sœur de Jacob Israël de Haan (1881-1924), qui est sans doute le premier auteur néerlandophone à aborder le thème de l'homosexualité masculine dans son roman Pijpelijntjes (Scènes de De Pijp, de 1904) ; on connaît d'elle, entre autres, De verlatene (L'Abandonnée, de 1909), Heleen (Hélène, de 1913) et Eva (Ève, de 1927).  Anna van Gogh-Kaulbach (1869-1960) écrit, entre autres, Menschen in 't huwelijk (Les Gens dans le mariage, de 1931).  Ina Boudier-Bakker (1875-1966) fait une bonne étude d'un certain milieu dans Armoede (Pauvreté, de 1909), De straat (La Rue, de 1924) et De klop op de deur (On frappe à la porte, en trois volumes, de 1930).  Les œuvres de Jo van Ammers-Küller (1884-1966) portent sur les problèmes de la femme moderne, par exemple dans De opstandelingen (Les Insurgés, de 1925).  Elizabeth Zernike (1891-1982) analyse la psyché féminine dans Kinderspel (Jeu d'enfants, de 1921), Het leven zonder einde (La Vie sans fin, de 1936) et autres.  Top Naeff (1878-1953) écrit toute une série de livres populaires pour jeunes filles.  Elle réalise des œuvres littéraires de meilleure qualité avec Letje of de weg naar het geluk (Letje ou le Chemin du bonheur, de 1926), Offers (Sacrifices, de 1932) et Een huis in de rij (Une maison en rangée, de 1935), qui démontrent d'une façon assez ironique les contradictions entre l'idéal et la réalité de l'ordre moral.  Dans ses autres romans domine généralement une douce ironie. À ce groupe d'écrivaines appartiennent aussi Jeanne Reyneke van Stuwe, Marie van Zeggelen, Jeanne van Schalk-Willing, Marie Hellena Verhoeven-Schmitz et Marianne Philips (nl). 

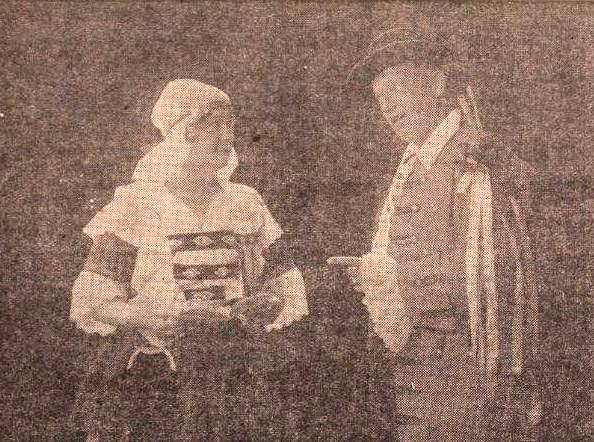
L'autrice Top Naeff (1878-1953) et le dramaturge Herman Roelvink (1883-1957).

Entre réalisme et néoromantisme se situe la démarche d'Augusta de Wit (1864-1939) : Verborgen bronnen (Sources cachées, de 1899), Orpheus in de dessa (Orphée au village, de 1902) et De godin die wacht (L'Attente de la déesse, de 1903) sont réalistes, mais présentent également une vision poétique des Indes.  Dans les travaux ultérieurs, pleins de sens, elle formule un plaidoyer en faveur des indigènes, entre autres dans De wake bij de brug (La Garde près du pont, de 1918).  Elle aborde un tout autre sujet dans son roman néerlandais Het dure moederschap (La Maternité chère payée, de 1907).

## Van Nu en Strakset son influence (1893-1914)

### Les première et deuxième générations

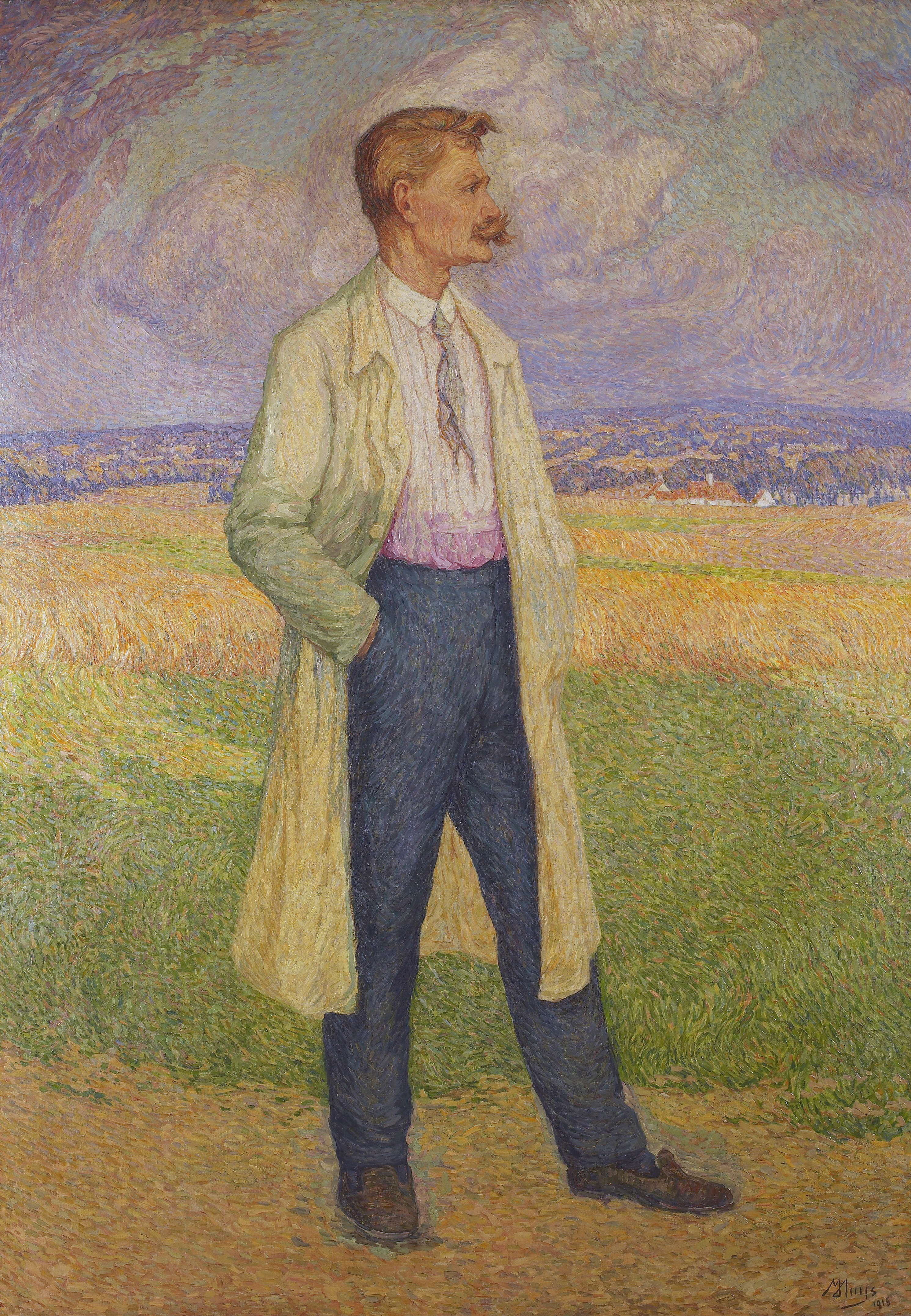
Stijn Streuvels (1871-1969), peint par Modeste Huys en 1915.

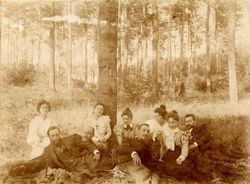
Photographie de 1897, regroupant quelques personnalités gravitant autour de la revue Van Nu en Straks. De gauche à droite : Gaby Brouhon, Jacques Mesnil, Alfred Hegenscheidt, Louise Hegenscheidt, Margot Brouhon, August Vermeylen, Lili Koettlitz, Clara Koettlitz et Emmanuel De Bom.

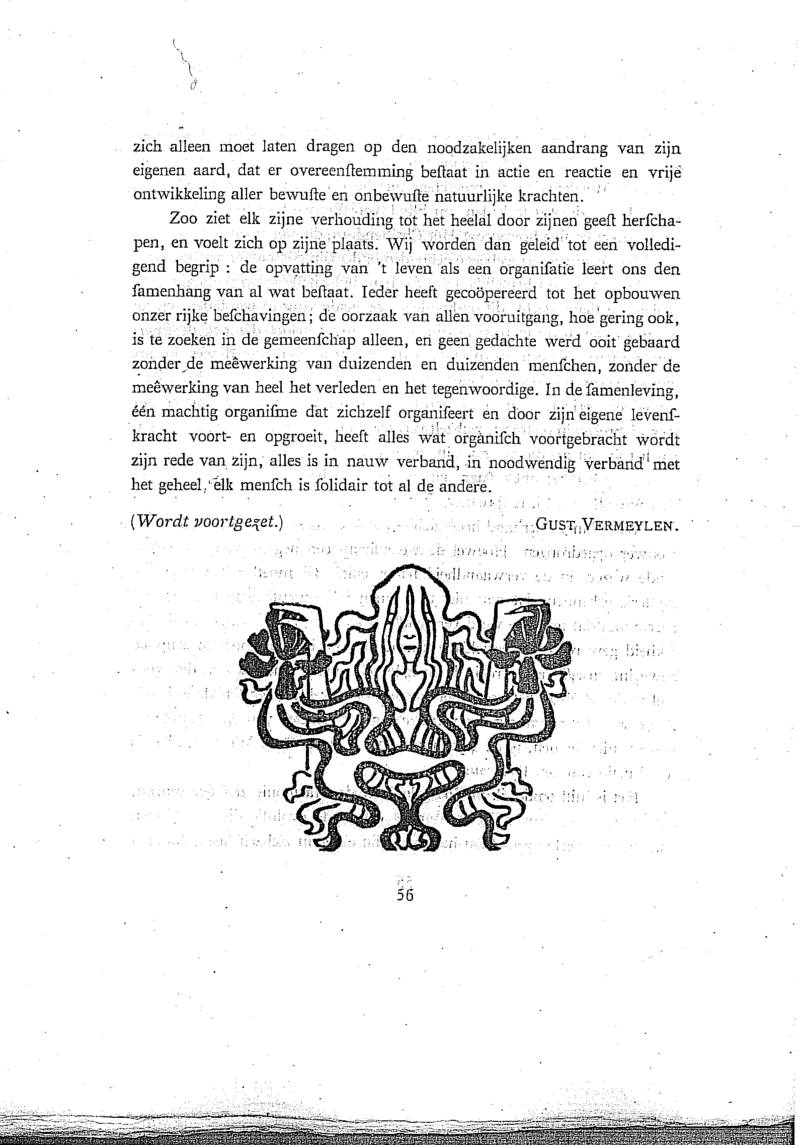
Page 56 de la revue Van Nu en Straks (no 6-7, 1893) : la fin du manifeste De kunst in de vrije gemeenschap (L'Art dans la société libre), d'August Vermeylen, avec vignette de style Art nouveau.

De 1893 à 1894 est publiée une première série de dix numéros de la revue Van Nu en Straks (De maintenant et de tout à l'heure).  La deuxième série est publiée de 1896 à 1901.  Le périodique se présente comme étant « sans dogmes esthétiques, sans esprit d'école, un organe d'avant-garde libre voué à l'art d'aujourd'hui, curieux de l'art en devenir, celui de tout à l'heure – ici et à l'étranger ».
La première série a été réalisée en collaboration avec des illustrateurs célèbres, dont le célèbre artiste peintre, décorateur d'intérieur et architecte Henry Van de Velde.  La rédaction se compose de deux hommes de lettres à la réputation établie, Cyriel Buysse (1859-1932) et Prosper van Langendonck (1862-1920), et de deux jeunes gens, Emmanuel de Bom (1868-1953) et August Vermeylen (1872-1945), qui est le chef réel.  Les contributions viennent à la fois des Pays-Bas méridionaux et des Pays-Bas septentrionaux.  La deuxième série, publiée sans Buysse, prend un aspect plus sobre.  Les contributions se limitent maintenant presque exclusivement à celles d'auteurs des Pays-Bas méridionaux : Alfred Hegenscheidt (nl) (1866-1964 ), Victor de Meyere (1873-1938), Edmond van Offel (1871-1959), ainsi que Stijn Streuvels (1871-1969), Hugo Verriest (1840-1922), Karel van de Woestijne (1878-1929), Herman Teirlinck (1879-1967) et Fernand Toussaint van Boelaere (1875-1947). 
Un prédécesseur de cette revue est Jong Vlaanderen (La Jeune Flandre), un périodique de moindre envergure, fondé en 1889 par Vermeylen, Hubert Langerock et Lodewijk de Raet (1870-1914).  À la même époque, de jeunes écrivains se rencontrent à Bruxelles dans la société De Distel.  Lors de la fondation de Van Nu en Straks, on prend comme modèle De Nieuwe Gids, mais encore plus La Jeune Belgique (1881-1897), un périodique auquel contribuent de jeunes et enthousiastes écrivains francophones comme Max Waller, Georges Rodenbach, Maurice Maeterlinck et Émile Verhaeren.  Bruxelles devient alors un important centre d'art.
Ainsi, l'intérêt n'est pas seulement porté à l'art, mais aussi aux courants sociaux et philosophiques de l'époque.  
Avec Van Nu en Straks, la littérature flamande devient adulte, les temps étant mûrs : en 1881, au niveau parlementaire, on obtient plus de cours de néerlandais dans l'enseignement secondaire officiel ; en 1886 est fondée l'Académie royale flamande de langue et de littérature (Koninklijke Vlaamsche Academie voor Taal- en Letterkunde) ; Albrecht Rodenbach réveille les masses d'étudiants catholiques ; la poésie pure de Gezelle atteint un lectorat plus large et les membres de Van Nu en Straks y contribuent largement.  
L'importance de Van Nu en Straks doit être recherchée dans son existence même, dans le succès de cette revue et dans la vigueur qu'elle incarne.  Cependant, il serait erroné de chercher une même aptitude et attitude chez tous les collaborateurs.
La revue défend les idées suivantes :
1. Trois articles importants sont publiés dans la première série : Herleving der Vlaamsche poëzie (Renaissance de la poésie flamande) de Prosper van Langendonck, Rhythmus (Rythme) d'Alfred Hegenscheidt et De kunst in de vrije gemeenschap (L'Art dans la société libre) d'August Vermeylen.  Ce dernier formule l'idée fondamentale de cet article comme suit :
« Le fondement de ces considérations est la vision globale de la Vie (avec une majuscule !) comme un mouvement immanent d'auto-organisation.  Le mouvement de la vie entièrement organique, c'est le bon et le beau ; c'est le “rythme”.  Ce n'est que lui qui crée, dans l'élaboration libre, l'unité souhaitée, l'interaction entre l'individu et la collectivité, entre l'art et la vie sociale, et la cohérence de l'œuvre d'art elle-même.  Dans la société, un ordre naturel l'emportera sur la pression extérieure, grâce à la force naturelle qui vient du peuple : celle-ci est la seule qui puisse soutenir la vie nouvelle et propager l'art nouveau.  Maintenant que la compréhension intellectuelle est rejetée comme élément de liaison, imposé d'en haut, l'essentiel dans l'œuvre d'art n'est pas l'image sensationnelle, qui reste toujours fragmentaire, mais l'élément de liaison interne, la musique émanant de l'unité de l'âme, autrement dit : le rythme. »
On veut donc concilier des contraires.  La forte personnalité doit être exprimée mais, en même temps, il faut aspirer à l'harmonie avec la communauté.  L'individualisme de la génération du Nieuwe Gids est rejeté, comme on le fait d'ailleurs également, vers 1893, aux Pays-Bas septentrionaux.  L'« artiste » doit faire place à l'« homme».
2. Il semble que les « individualistes » parmi les collaborateurs de Van Nu en Straks soient les plus purs artistes créateurs, notamment Van Langendonck, Van de Woestijne, Teirlinck et Toussaint, alors que Vermeylen lui-même se passionne pour la philosophie ultra-individualiste de l'Allemand Stirner.
3. Cette génération des années 1890 (les « negentigers ») en est une d'anarchistes d'esprit qui admirent Nietzsche, Wagner et Stirner.  S'ils souhaitent un bouleversement total de la vision du monde, de la société et de l'art, ils sont aussi tolérants : le catholique Van Langendonck coopère en toute amitié avec le révolutionnaire et libéral Vermeylen.  Leur anarchisme n'est pas plus qu'un caprice de jeunesse.
4. Le mouvement flamand est considéré comme faisant partie du mouvement social général.  Il ne s'agit plus simplement d'un conflit linguistique ; plutôt faut-il œuvrer pour « une humanité plus libre et plus belle en Flandre ».  L'article de Vermeylen, Kritiek der Vlaamsche Beweging (Critique du mouvement flamand), qui ouvre la deuxième série, indique la direction à suivre.
5. La génération de Van Nu en Straks est surtout orientée vers la littérature de France.  Elle rejette le naturalisme, mais subit l'influence du symbolisme et du néoromantisme.  Les jeunes collaborateurs de la revue restent fidèles à l'impressionnisme : Van de Woestijne, Teirlinck, Toussaint, même Streuvels avec ses descriptions impressionnantes de la nature.
6. La plupart du temps, on continue de sacrifier à « l'art de la parole », bien que l'on défende « l'art communautaire ».
7. Les articles de périodiques sont particulièrement importants dans le domaine de l'essai et de la critique.  On veut répandre des idées ; on n'écrit que peu de comptes rendus.  Initialement, les collaborateurs ne pratiquent que rarement la prose créatrice.
8. Malgré les efforts pour élever la littérature flamande au niveau européen, les romans et nouvelles régionalistes qui ont pour cadre la vie paysanne marchent sur les traces de Van Nu en Straks.  Pourtant, grâce à eux, le caractère national flamand devient aussi mieux connu à l'étranger.
Peu de temps après la disparition de Van Nu en Straks paraît  Vlaanderen (Flandre, 1903-1907), une revue sans programme clairement défini qui publie des contributions d'un large éventail d'écrivains.  Les études sur la Vlaamsche volkskracht (Force populaire flamande) de Lodewijk de Raet (1870-1914) y sont publiés.  La littérature flamande se trouve en plein essor.
Van Nu en Straks compte deux générations de littérateurs : les personnages principaux de la première génération sont Vermeylen, Van Langendonck, De Bom, Hegenscheidt et Buysse.  Les auteurs de la deuxième génération ne sont plus des pionniers, mais ils sont plus créatifs : Streuvels est un romancier d'une grande force, Van de Woestijne un poète de stature européenne et Herman Teirlinck un écrivain polyvalent à l'imagination extraordinaire.

### Autres écrivains de cette génération

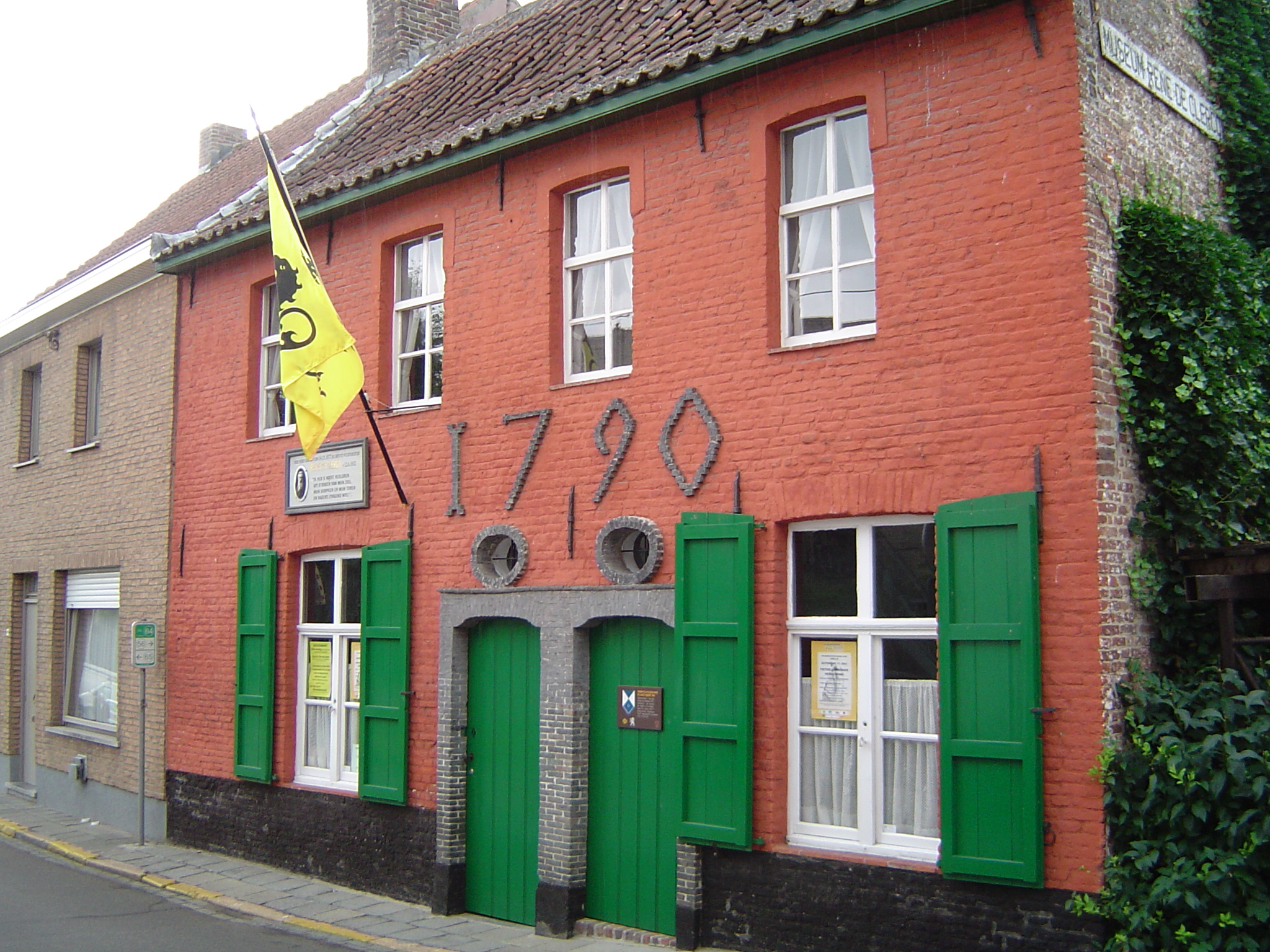
La maison natale de René de Clercq (1877-1932), à Deerlijk, abrite actuellement un musée qui lui est consacré.

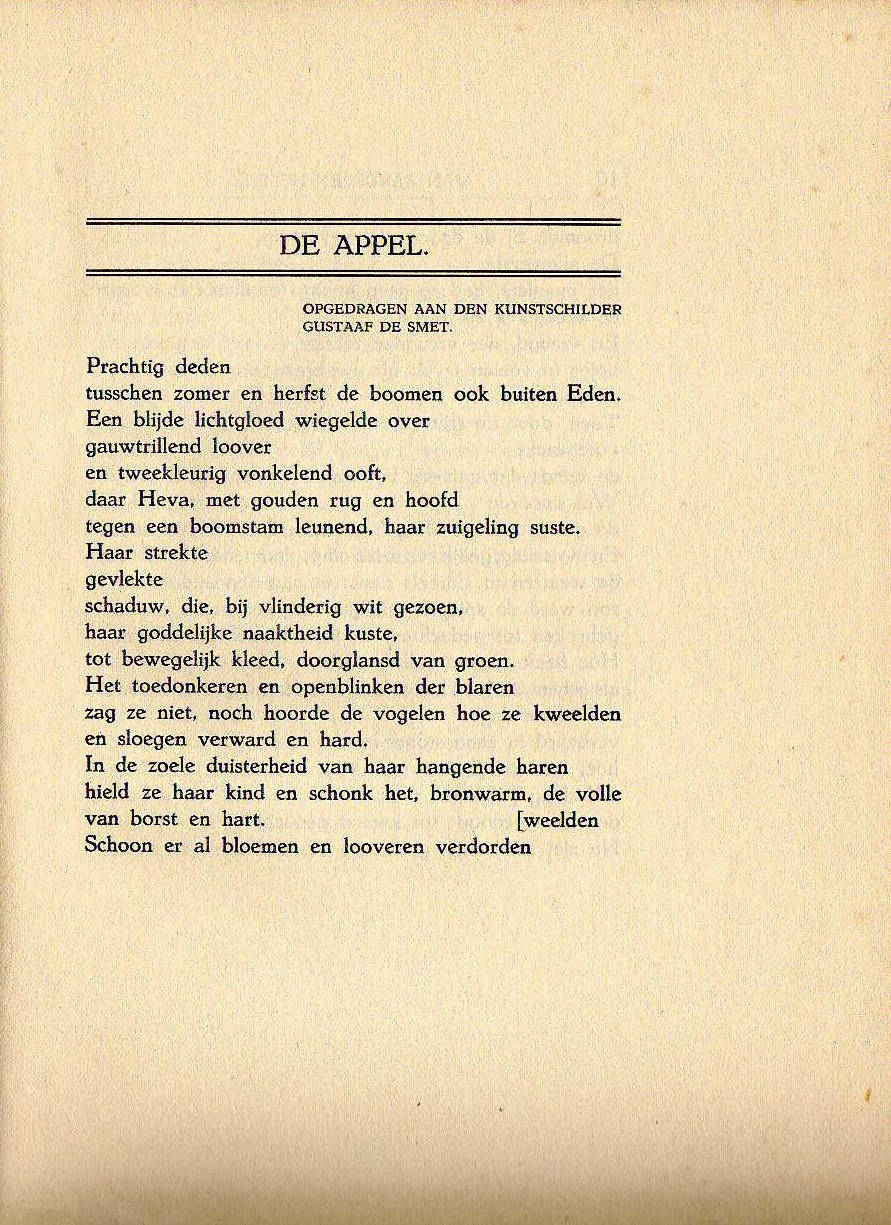
Page 9 de Van aarde en hemel (De la terre et du ciel) de René de Clercq (1877-1932), publié en 1915 à Amsterdam. Le premier poème du recueil est De appel (La Pomme), dédié au peintre De Smet.

Si Karel van de Woestijne est un poète exceptionnel, la Flandre en connaît encore d'autres : René de Clercq (1877-1932) débute comme disciple de Gezelle avec Gedichten (Poèmes, de 1907).  À part de faire de la poésie sociale (Toortsen, ou Des torches, de 1909) en (Uit de diepten, ou Des profondeurs, de 1911), il produit des vers patriotiques dans De zware kroon (La Lourde Couronne, de 1915) et activistes dans De noodhoorn (Le Tocsin, de 1919).  Il écrit également des romans, comme Het rootland (1913), et des tragédies bibliques.  Caesar Gezelle (1875-1939), Edmond van Offel (1871-1914) et Aloïs Walgrave (1876-1930) écrivent de la poésie du style de Gezelle, mais ils mettent leurs propres accents.  Omer Karel de Laey (1876-1909) se sent guidé par un souci d'innovation.  En prose, les personnages de second rang s'imposent davantage.  Liée à la première prose de Teirlinck est celle de Fernand Victor Toussaint van Boelaere (1875-1947), qui porte le genre de la nouvelle paysanne à un niveau supérieur dans Landelijk minnespel (Jeux d'amour champêtres, de 1910).  Il incorpore des impressions de voyage, notamment, dans Peruviaansche reis (Voyage au Pérou, de 1923) ; parmi la prose narrative de cet auteur, on peut citer Petrusken's einde (La Fin de Pierre, de 1917), et on connaît également de lui du travail critique soigné, dont celui dans Litterair scheepsjournaal (Journal de bord littéraire, de 1938-1946).  Dans le sillage de Cyriel Buysse marche Gustaaf Vermeersch (1877-1924), qui produit des romans sombres et pessimistes, comme De last (Le Fardeau, de 1904) et Het rollende leven (La Vie roulante, de 1910).  Presque chaque province connaît des écrivains qui chantent leur terroir.  L'auteur populaire Maurits Sabbe (1873-1938) rend surtout l'ambiance à Bruges dans Een mei van vroomheid (Mai de piété, de 1903), De filosoof van 't sashuis (Le Philosophe de la maison de l'écluse, de 1907) et 't Pastorken van Schaerdycke (Le Petit Curé de Schaerdycke, de 1919).  Parmi plusieurs études remarquables ressort son meilleur ouvrage 't Kwartet der jacobijnen (Le Quatuor des Jacobins, de 1920), dont l'histoire se passe au XVIIIe siècle.  Victor de Meyere (1873-1938) glorifie la région du Rupel dans Langs den stroom (Le Long du cours d'eau, de 1906) et dans Nonkel Daan (L'Oncle Daniel, de 1921) ; en outre, il est un diligent folkloriste dans Vlaamsche vertelschat (Le Trésor des contes flamands, 4 vol., de 1925 à 1934) et De Vlaamsche volkskunst (L'Art populaire flamand, de 1934).  Alfons Jeurissen (1847-1925) donne une image des landes limbourgeoises et de ses habitants dans Op de vlakte (Dans la plaine, de 1910).  Frans Verschoren (1874-1951) écrit des histoires Uit het Nethedal (De la vallée de la Nèthe, 1908) et Jeugd (Jeunesse, 1910).  Dans De Blieckaerts (1925), Edward Vermeulen (dont le pseudonyme est Warden Oom, 1861-1934), un auteur très lu en son temps, se rapproche de Streuvels.  Le meilleur narrateur parmi ces réalistes idylliques est l'Anversois Lode Baekelmans.

### Sources
- (nl) DEBAENE, Luc, J.-B. JANSSENS et Frans VERBIEST.  Nederlandse bloemlezing met literatuurgeschiedenis, 4e impr., Anvers, De Nederlandsche Boekhandel, 1962, 812 p.
- (nl) DONKERSLOOT, Nicolaas Anthonie.  Beeld van Tachtig, Anvers / Bruxelles, Elsevier, 1952 (Bibliotheek der Nederlandse letteren; 23).
- (nl) [SCHOON, J. (?)].  « Couperus, Louis M. A. », Standaard Encyclopedie, 4, Anvers, Éd. Standaard / Utrecht, Éd. Het Spectrum S.A., 1970, p. 1.
- (nl) [SCHOON, J. (?)].  « Multatuli », Standaard Encyclopedie, 10, Anvers, Éd. Standaard / Utrecht, Éd. Het Spectrum S.A., 1972, p. 48.
- (nl) [SCHOON, J. (?)].  « Romantiek », Standaard Encyclopedie, 11, Anvers, Éd. Standaard / Utrecht, Éd. Het Spectrum S.A., 1973, p. 413.
- (nl) VERMEYLEN, August.  « De Vlaamse letteren van Gezelle tot heden », Verzameld werk, vol. 3 (réd. Herman TEIRLINCK et autres), Bruxelles, Éd. A. Manteau, 1953, p. 646-647.
- (nl) VERVLIET, Raymond.  « II. Van Nu en Straks : 1893-1901 », Van Arm Vlaanderen tot De voorstad groeit. De opbloei van de Vlaamse literatuur van Teirlinck-Stijns tot L.P. Boon (1888-1946) (réd. WEISGERBER, Jean, et RUTTEN, Mathieu), Anvers, Éd. Standaard, 1988, p. 81.